# Amici di Maria De Filippi (quattordicesima edizione, fase iniziale)
La quattordicesima edizione del talent show musicale Amici di Maria De Filippi è andata in onda nella sua fase iniziale dal 22 novembre 2014 al 28 marzo 2015. Da sabato 11 aprile con la prima puntata in prima serata è iniziata la fase serale di questa edizione.
Il programma ha inizio con la formazione della classe su Canale 5 con lo speciale del sabato pomeriggio in onda dalle 14:10 alle 16:00 con la conduzione di Maria De Filippi. Le strisce quotidiane sono disponibili su Witty TV e a partire da gennaio 2015 sono andate in onda su Real Time.
Da gennaio 2015, quest'edizione di Amici è andata in onda anche il lunedì pomeriggio, con una puntata registrata dopo lo speciale del sabato. I casting sono andati in onda su Real Time dal 3 al 21 novembre 2014.
Nuovo lo studio in cui è andato in onda il programma, più grande, ispirato ad un'arena e non ci sono più i banchi.

## Corpo docente e concorrenti
| Canto                                                                     | Canto                                                                     | Canto                                                                     |                       | Ballo                                                                        | Ballo                                                                        | Ballo                                                                        | Ballo |
| Professori                                                                |                                                                           |                                                                           |                       |                                                                              |                                                                              |                                                                              |       |
| - Rudy Zerbi - Grazia Di Michele - Carlo Di Francesco - Francesco Sarcina | - Rudy Zerbi - Grazia Di Michele - Carlo Di Francesco - Francesco Sarcina | - Rudy Zerbi - Grazia Di Michele - Carlo Di Francesco - Francesco Sarcina |                       | - Alessandra Celentano - Kledi Kadiu - Garrison Rochelle - Veronica Peparini | - Alessandra Celentano - Kledi Kadiu - Garrison Rochelle - Veronica Peparini | - Alessandra Celentano - Kledi Kadiu - Garrison Rochelle - Veronica Peparini |       |
| Concorrenti                                                               |                                                                           |                                                                           |                       |                                                                              |                                                                              |                                                                              |       |
| Posizione                                                                 | Nome                                                                      | Disciplina                                                                |                       | Posizione                                                                    | Nome                                                                         | Disciplina                                                                   |       |
| 1                                                                         | The Kolors (Antonio "Stash" Fiordispino)                                  | band                                                                      | 3                     | Virginia Tomarchio                                                           | ballo                                                                        |                                                                              |       |
| 2                                                                         | Briga (Mattia Briga)                                                      | rap                                                                       | 4                     | Klaudia Pepa                                                                 | ballo                                                                        |                                                                              |       |
| 6                                                                         | Valentina Tesio                                                           | canto                                                                     | 5                     | Giorgio Albanese                                                             | hip hop                                                                      |                                                                              |       |
| 7                                                                         | Luca Tudisca                                                              | cantautorato                                                              | 8                     | Cristian Lo Presti                                                           | ballo                                                                        |                                                                              |       |
| 10                                                                        | Paola Marotta                                                             | canto                                                                     | 9                     | Shaila Gatta                                                                 | ballo                                                                        |                                                                              |       |
| 12                                                                        | Davide Mogavero                                                           | canto                                                                     | 11                    | Michele Nocca                                                                | ballo                                                                        |                                                                              |       |
| Silvia Boreale                                                            | Silvia Boreale                                                            | canto                                                                     | Mattia Tuzzolino      | Mattia Tuzzolino                                                             | hip hop                                                                      |                                                                              |       |
| Alice Paba                                                                | Alice Paba                                                                | cantautorato                                                              | Simone Baroni         | Simone Baroni                                                                | ballo                                                                        |                                                                              |       |
| Francesca Miola                                                           | Francesca Miola                                                           | canto                                                                     | Francesco Porcelluzzi | Francesco Porcelluzzi                                                        | ballo                                                                        |                                                                              |       |
| Gabriele Tufi                                                             | Gabriele Tufi                                                             | canto                                                                     | Vanessa Guidolin      | Vanessa Guidolin                                                             | ballo                                                                        |                                                                              |       |
| Esteban Morales                                                           | Esteban Morales                                                           | canto                                                                     | Graziano Di Prima     | Graziano Di Prima                                                            | latino                                                                       |                                                                              |       |
| Luana Fraccalvieri                                                        | Luana Fraccalvieri                                                        | canto                                                                     | Danilo Aiello         | Danilo Aiello                                                                | ballo                                                                        |                                                                              |       |
| Attika (Elya Zambolin)                                                    | Attika (Elya Zambolin)                                                    | band                                                                      | Francesco Bax         | Francesco Bax                                                                | ballo                                                                        |                                                                              |       |
| The Whips (Michela Italiani)                                              | The Whips (Michela Italiani)                                              | band                                                                      |                       |                                                                              |                                                                              |                                                                              |       |
| Federico "Itto" Urgesi                                                    | Federico "Itto" Urgesi                                                    | cantautorato                                                              |                       |                                                                              |                                                                              |                                                                              |       |
| Leslie Sackey                                                             | Leslie Sackey                                                             | canto                                                                     |                       |                                                                              |                                                                              |                                                                              |       |
| La Gente (Antonio Camilli)                                                | La Gente (Antonio Camilli)                                                | band                                                                      |                       |                                                                              |                                                                              |                                                                              |       |

## Tabellone della gara a squadre
Legenda:

     Concorrente nella squadra vincente

     Concorrente nella squadra perdente

 C  Capitano/a di una delle due squadre

Giudicato inschierabile

 Sfida

 Sfida immediata

 Proposta di eliminazione

 Rimani

- Non sottoposto/a a verifiche

N.D. Non schierato/a

N Concorrente nominato/a dagli altri per l'eliminazione

     Vince la sfida

     Ritirato/Infortunato/a

     Eliminato/a

     Salvato/a dagli altri professori

     Pareggio nella sfida

     Non scelto momentaneamente dai direttori artistici

     Concorrente in sfida

     Accede al serale

 Viene esaminato/a ma non accede ancora al serale

 Non supera l'esame per l'accesso al serale

 Supera l'esame per l'accesso al serale

 Viene sottoposto/a a un esame davanti ai direttori artistici

 Sfida interna

 Sospensione

 Scelto da Elisa / Sceglie la squadra blu

 Scelto da Emma / Sceglie la squadra bianca

### Ballo
| Settimana    | 1           | 2           | 3                                    | 4                                               | 5                                               | 5                                               | 6                                               | 6                                               | 7                                               | 7                                               | 8                                               | 8                                               | 9                                               | 9                                               | 10                                              | 10                                              | 11                                              | 11                                              | 12                                              | 12                                              | 13                                              | 13                                              | 14                                              | 14                                              | 15                                              | 15                                              | 16                                              |
| ------------ | ----------- | ----------- | ------------------------------------ | ----------------------------------------------- | ----------------------------------------------- | ----------------------------------------------- | ----------------------------------------------- | ----------------------------------------------- | ----------------------------------------------- | ----------------------------------------------- | ----------------------------------------------- | ----------------------------------------------- | ----------------------------------------------- | ----------------------------------------------- | ----------------------------------------------- | ----------------------------------------------- | ----------------------------------------------- | ----------------------------------------------- | ----------------------------------------------- | ----------------------------------------------- | ----------------------------------------------- | ----------------------------------------------- | ----------------------------------------------- | ----------------------------------------------- | ----------------------------------------------- | ----------------------------------------------- | ----------------------------------------------- |
| Klaudia      |             |             | +1                                   | +1                                              | +1                                              | -                                               | +2                                              | -                                               | +2                                              | -                                               | +1                                              | -                                               | +2                                              | -                                               | -                                               | C +2                                            |                                                 |                                                 |                                                 |                                                 |                                                 |                                                 |                                                 |                                                 |                                                 |                                                 |                                                 |
| Giorgio      |             | +1          | +1                                   | +1                                              | +2                                              | -                                               | +1                                              | -                                               | +1                                              |                                                 | C                                               |                                                 |                                                 |                                                 |                                                 | +1                                              |                                                 |                                                 |                                                 |                                                 |                                                 |                                                 |                                                 |                                                 |                                                 |                                                 |                                                 |
| Cristian     | Non in gara | Non in gara | Non in gara                          | Non in gara                                     | Non in gara                                     | Non in gara                                     | Non in gara                                     |                                                 |                                                 | -                                               | +2                                              | N                                               | +1                                              | -                                               | -                                               | +1                                              | -                                               | +1                                              |                                                 | +1                                              |                                                 |                                                 |                                                 |                                                 |                                                 |                                                 |                                                 |
| Virginia     | Non in gara | Non in gara | Non in gara                          | Non in gara                                     | Non in gara                                     | Non in gara                                     | Non in gara                                     | Non in gara                                     | Non in gara                                     | Non in gara                                     | Non in gara                                     | Non in gara                                     | Non in gara                                     |                                                 |                                                 |                                                 |                                                 | +1                                              | -                                               | +1                                              |                                                 | +2                                              |                                                 | C +2                                            |                                                 |                                                 |                                                 |
| Michele      |             | +1          | C                                    |                                                 |                                                 | [ 2 ]                                           |                                                 | -                                               |                                                 | N                                               | N +1                                            | -                                               | N.D.                                            |                                                 |                                                 | N.D.                                            |                                                 | N.D.                                            |                                                 | +1                                              |                                                 | C N.D.                                          | -                                               | N.D.                                            |                                                 |                                                 |                                                 |
| Shaila       | Non in gara | Non in gara | Non in gara                          | Non in gara                                     | Non in gara                                     | Non in gara                                     | Non in gara                                     | Non in gara                                     | Non in gara                                     | Non in gara                                     | Non in gara                                     | Non in gara                                     |                                                 | -                                               | -                                               |                                                 |                                                 |                                                 |                                                 |                                                 |                                                 |                                                 |                                                 |                                                 |                                                 |                                                 |                                                 |
| Mattia       | Non in gara | Non in gara | Non in gara                          | Non in gara                                     | Non in gara                                     | Non in gara                                     | Non in gara                                     | Non in gara                                     | Non in gara                                     | Non in gara                                     | Non in gara                                     | Non in gara                                     | Non in gara                                     | Non in gara                                     | Non in gara                                     |                                                 | -                                               | N.D.                                            |                                                 |                                                 |                                                 | +1                                              |                                                 |                                                 |                                                 |                                                 |                                                 |
| Simone       |             | +1          | +1                                   | C +1                                            | +1                                              | -                                               | C +1                                            |                                                 |                                                 |                                                 |                                                 |                                                 | C                                               | -                                               |                                                 |                                                 |                                                 |                                                 |                                                 | +2                                              |                                                 | +1                                              |                                                 | C +1                                            |                                                 |                                                 |                                                 |
| Francesco P. | Non in gara | Non in gara | Non in gara                          |                                                 |                                                 | -                                               | +1                                              | -                                               | +1                                              | -                                               |                                                 |                                                 |                                                 |                                                 | PERDE la sfida interna contro Michele           | PERDE la sfida interna contro Michele           | PERDE la sfida interna contro Michele           | PERDE la sfida interna contro Michele           | PERDE la sfida interna contro Michele           | PERDE la sfida interna contro Michele           | PERDE la sfida interna contro Michele           | PERDE la sfida interna contro Michele           | PERDE la sfida interna contro Michele           | PERDE la sfida interna contro Michele           | PERDE la sfida interna contro Michele           | PERDE la sfida interna contro Michele           | PERDE la sfida interna contro Michele           |
| Vanessa      |             | +1          | +1                                   | +1                                              |                                                 | -                                               |                                                 |                                                 |                                                 | -                                               |                                                 |                                                 |                                                 | PERDE la sfida contro Shaila                    | PERDE la sfida contro Shaila                    | PERDE la sfida contro Shaila                    | PERDE la sfida contro Shaila                    | PERDE la sfida contro Shaila                    | PERDE la sfida contro Shaila                    | PERDE la sfida contro Shaila                    | PERDE la sfida contro Shaila                    | PERDE la sfida contro Shaila                    | PERDE la sfida contro Shaila                    | PERDE la sfida contro Shaila                    | PERDE la sfida contro Shaila                    | PERDE la sfida contro Shaila                    | PERDE la sfida contro Shaila                    |
| Graziano     |             |             |                                      |                                                 |                                                 |                                                 | ELIMINATO con il consenso di tutti i professori | ELIMINATO con il consenso di tutti i professori | ELIMINATO con il consenso di tutti i professori | ELIMINATO con il consenso di tutti i professori | ELIMINATO con il consenso di tutti i professori | ELIMINATO con il consenso di tutti i professori | ELIMINATO con il consenso di tutti i professori | ELIMINATO con il consenso di tutti i professori | ELIMINATO con il consenso di tutti i professori | ELIMINATO con il consenso di tutti i professori | ELIMINATO con il consenso di tutti i professori | ELIMINATO con il consenso di tutti i professori | ELIMINATO con il consenso di tutti i professori | ELIMINATO con il consenso di tutti i professori | ELIMINATO con il consenso di tutti i professori | ELIMINATO con il consenso di tutti i professori | ELIMINATO con il consenso di tutti i professori | ELIMINATO con il consenso di tutti i professori | ELIMINATO con il consenso di tutti i professori | ELIMINATO con il consenso di tutti i professori | ELIMINATO con il consenso di tutti i professori |
| Danilo       |             |             |                                      | ELIMINATO con il consenso di tutti i professori | ELIMINATO con il consenso di tutti i professori | ELIMINATO con il consenso di tutti i professori | ELIMINATO con il consenso di tutti i professori | ELIMINATO con il consenso di tutti i professori | ELIMINATO con il consenso di tutti i professori | ELIMINATO con il consenso di tutti i professori | ELIMINATO con il consenso di tutti i professori | ELIMINATO con il consenso di tutti i professori | ELIMINATO con il consenso di tutti i professori | ELIMINATO con il consenso di tutti i professori | ELIMINATO con il consenso di tutti i professori | ELIMINATO con il consenso di tutti i professori | ELIMINATO con il consenso di tutti i professori | ELIMINATO con il consenso di tutti i professori | ELIMINATO con il consenso di tutti i professori | ELIMINATO con il consenso di tutti i professori | ELIMINATO con il consenso di tutti i professori | ELIMINATO con il consenso di tutti i professori | ELIMINATO con il consenso di tutti i professori | ELIMINATO con il consenso di tutti i professori | ELIMINATO con il consenso di tutti i professori | ELIMINATO con il consenso di tutti i professori | ELIMINATO con il consenso di tutti i professori |
| Francesco B. |             | +1          | RITIRATO in seguito ad un infortunio | RITIRATO in seguito ad un infortunio            | RITIRATO in seguito ad un infortunio            | RITIRATO in seguito ad un infortunio            | RITIRATO in seguito ad un infortunio            | RITIRATO in seguito ad un infortunio            | RITIRATO in seguito ad un infortunio            | RITIRATO in seguito ad un infortunio            | RITIRATO in seguito ad un infortunio            | RITIRATO in seguito ad un infortunio            | RITIRATO in seguito ad un infortunio            | RITIRATO in seguito ad un infortunio            | RITIRATO in seguito ad un infortunio            | RITIRATO in seguito ad un infortunio            | RITIRATO in seguito ad un infortunio            | RITIRATO in seguito ad un infortunio            | RITIRATO in seguito ad un infortunio            | RITIRATO in seguito ad un infortunio            | RITIRATO in seguito ad un infortunio            | RITIRATO in seguito ad un infortunio            | RITIRATO in seguito ad un infortunio            | RITIRATO in seguito ad un infortunio            | RITIRATO in seguito ad un infortunio            | RITIRATO in seguito ad un infortunio            | RITIRATO in seguito ad un infortunio            |

### Canto
| Settimana  | 1           | 2           | 3           | 4           | 5                               | 5                               | 5                                  | 6                                               | 6                                               | 7                                               | 7                                               | 8                                               | 8                                               | 9                                               | 9                                               | 10                                              | 10                                              | 11                                              | 11                                              | 12                                              | 12                                              | 13                                              | 13                                              | 14                                              | 14                                              | 15                                              | 15                                              | 16                                              |
| ---------- | ----------- | ----------- | ----------- | ----------- | ------------------------------- | ------------------------------- | ---------------------------------- | ----------------------------------------------- | ----------------------------------------------- | ----------------------------------------------- | ----------------------------------------------- | ----------------------------------------------- | ----------------------------------------------- | ----------------------------------------------- | ----------------------------------------------- | ----------------------------------------------- | ----------------------------------------------- | ----------------------------------------------- | ----------------------------------------------- | ----------------------------------------------- | ----------------------------------------------- | ----------------------------------------------- | ----------------------------------------------- | ----------------------------------------------- | ----------------------------------------------- | ----------------------------------------------- | ----------------------------------------------- | ----------------------------------------------- |
| Luca       |             | N.D.        | +1          |             |                                 |                                 |                                    | +1                                              | -                                               | N.D.                                            | -                                               | +1                                              |                                                 |                                                 |                                                 |                                                 |                                                 |                                                 |                                                 |                                                 |                                                 |                                                 |                                                 |                                                 |                                                 |                                                 |                                                 |                                                 |
| Valentina  | Non in gara | Non in gara | Non in gara | Non in gara | Non in gara                     | Non in gara                     | Non in gara                        | Non in gara                                     |                                                 | +1                                              | -                                               | N.D.                                            | -                                               | +1                                              | -                                               | -                                               | N.D.                                            | -                                               |                                                 |                                                 |                                                 |                                                 |                                                 |                                                 |                                                 |                                                 |                                                 |                                                 |
| The Kolors | Non in gara | Non in gara | Non in gara | Non in gara |                                 | +1                              | -                                  | +1                                              |                                                 | C +1                                            | -                                               | +1                                              | -                                               | +2                                              | -                                               | -                                               | C +1                                            | -                                               |                                                 |                                                 |                                                 |                                                 |                                                 |                                                 |                                                 |                                                 |                                                 |                                                 |
| Briga      |             | C +1        | +1          | +1          | C +1                            | C +1                            |                                    |                                                 | -                                               | +1                                              | N                                               | C +1                                            | -                                               | C                                               |                                                 |                                                 | +1                                              | -                                               | C +1                                            |                                                 |                                                 |                                                 |                                                 |                                                 |                                                 |                                                 |                                                 |                                                 |
| Davide     | Non in gara | Non in gara | Non in gara | Non in gara | Non in gara                     | Non in gara                     | Non in gara                        | Non in gara                                     | Non in gara                                     | Non in gara                                     | Non in gara                                     | Non in gara                                     | Non in gara                                     | Non in gara                                     | Non in gara                                     | Non in gara                                     | [ 3 ]                                           | -                                               |                                                 | -                                               | C +2                                            |                                                 | +1                                              |                                                 |                                                 |                                                 |                                                 |                                                 |
| Paola      |             | +1          |             | +1          | +1                              | +1                              | -                                  | +1                                              | -                                               | C                                               |                                                 |                                                 | -                                               | +1                                              | -                                               | -                                               | +1                                              |                                                 | N.D.                                            | -                                               | +1                                              | -                                               | +1                                              | -                                               | +1                                              |                                                 |                                                 |                                                 |
| Silvia     |             | C           |             | N.D.        | C +1                            | C +1                            |                                    |                                                 | -                                               | +1                                              |                                                 | +1                                              | -                                               |                                                 | -                                               | -                                               | N.D.                                            | -                                               | C +1                                            | -                                               |                                                 |                                                 | +2                                              | -                                               |                                                 |                                                 |                                                 |                                                 |
| Alice      | Non in gara | Non in gara | Non in gara | Non in gara | Non in gara                     | Non in gara                     | Non in gara                        | Non in gara                                     | Non in gara                                     | Non in gara                                     | Non in gara                                     | Non in gara                                     | Non in gara                                     | Non in gara                                     | Non in gara                                     | Non in gara                                     |                                                 | -                                               |                                                 | -                                               |                                                 | -                                               | C +1                                            | -                                               | +1                                              | -                                               |                                                 |                                                 |
| Francesca  |             | +1          | +1          | +1          |                                 |                                 |                                    |                                                 |                                                 | +1                                              |                                                 |                                                 |                                                 |                                                 |                                                 | -                                               | N.D.                                            | -                                               |                                                 | -                                               | C +1                                            | -                                               | N.D.                                            |                                                 | ELIMINATA con il consenso di tutti i professori | ELIMINATA con il consenso di tutti i professori | ELIMINATA con il consenso di tutti i professori | ELIMINATA con il consenso di tutti i professori |
| Gabriele   |             |             |             | N.D.        | N.D.                            | N.D.                            |                                    |                                                 |                                                 |                                                 | -                                               |                                                 | N                                               |                                                 |                                                 |                                                 |                                                 | RITIRATO per motivi personali                   | RITIRATO per motivi personali                   | RITIRATO per motivi personali                   | RITIRATO per motivi personali                   | RITIRATO per motivi personali                   | RITIRATO per motivi personali                   | RITIRATO per motivi personali                   | RITIRATO per motivi personali                   | RITIRATO per motivi personali                   | RITIRATO per motivi personali                   | RITIRATO per motivi personali                   |
| Esteban    | Non in gara | Non in gara | Non in gara |             | +1                              | +1                              | -                                  | C +1                                            |                                                 |                                                 | -                                               | N.D.                                            | N                                               |                                                 |                                                 |                                                 | ELIMINATO con il consenso di tutti i professori | ELIMINATO con il consenso di tutti i professori | ELIMINATO con il consenso di tutti i professori | ELIMINATO con il consenso di tutti i professori | ELIMINATO con il consenso di tutti i professori | ELIMINATO con il consenso di tutti i professori | ELIMINATO con il consenso di tutti i professori | ELIMINATO con il consenso di tutti i professori | ELIMINATO con il consenso di tutti i professori | ELIMINATO con il consenso di tutti i professori | ELIMINATO con il consenso di tutti i professori | ELIMINATO con il consenso di tutti i professori |
| Luana      |             |             | +1          |             | N.D.                            | N.D.                            | -                                  |                                                 |                                                 | N                                               | ELIMINATA con il consenso di tutti i professori | ELIMINATA con il consenso di tutti i professori | ELIMINATA con il consenso di tutti i professori | ELIMINATA con il consenso di tutti i professori | ELIMINATA con il consenso di tutti i professori | ELIMINATA con il consenso di tutti i professori | ELIMINATA con il consenso di tutti i professori | ELIMINATA con il consenso di tutti i professori | ELIMINATA con il consenso di tutti i professori | ELIMINATA con il consenso di tutti i professori | ELIMINATA con il consenso di tutti i professori | ELIMINATA con il consenso di tutti i professori | ELIMINATA con il consenso di tutti i professori | ELIMINATA con il consenso di tutti i professori | ELIMINATA con il consenso di tutti i professori | ELIMINATA con il consenso di tutti i professori | ELIMINATA con il consenso di tutti i professori | ELIMINATA con il consenso di tutti i professori |
| Attika     |             | N.D.        |             | N.D.        |                                 |                                 |                                    |                                                 |                                                 | RITIRATI per motivi personali                   | RITIRATI per motivi personali                   | RITIRATI per motivi personali                   | RITIRATI per motivi personali                   | RITIRATI per motivi personali                   | RITIRATI per motivi personali                   | RITIRATI per motivi personali                   | RITIRATI per motivi personali                   | RITIRATI per motivi personali                   | RITIRATI per motivi personali                   | RITIRATI per motivi personali                   | RITIRATI per motivi personali                   | RITIRATI per motivi personali                   | RITIRATI per motivi personali                   | RITIRATI per motivi personali                   | RITIRATI per motivi personali                   | RITIRATI per motivi personali                   | RITIRATI per motivi personali                   | RITIRATI per motivi personali                   |
| The Whips  |             | N.D.        | +1          | N.D.        |                                 |                                 |                                    |                                                 |                                                 | PERDONO la sfida contro Valentina               | PERDONO la sfida contro Valentina               | PERDONO la sfida contro Valentina               | PERDONO la sfida contro Valentina               | PERDONO la sfida contro Valentina               | PERDONO la sfida contro Valentina               | PERDONO la sfida contro Valentina               | PERDONO la sfida contro Valentina               | PERDONO la sfida contro Valentina               | PERDONO la sfida contro Valentina               | PERDONO la sfida contro Valentina               | PERDONO la sfida contro Valentina               | PERDONO la sfida contro Valentina               | PERDONO la sfida contro Valentina               | PERDONO la sfida contro Valentina               | PERDONO la sfida contro Valentina               | PERDONO la sfida contro Valentina               | PERDONO la sfida contro Valentina               | PERDONO la sfida contro Valentina               |
| Itto       |             | N.D.        | N.D.        | N.D.        |                                 |                                 |                                    | ELIMINATO con il consenso di tutti i professori | ELIMINATO con il consenso di tutti i professori | ELIMINATO con il consenso di tutti i professori | ELIMINATO con il consenso di tutti i professori | ELIMINATO con il consenso di tutti i professori | ELIMINATO con il consenso di tutti i professori | ELIMINATO con il consenso di tutti i professori | ELIMINATO con il consenso di tutti i professori | ELIMINATO con il consenso di tutti i professori | ELIMINATO con il consenso di tutti i professori | ELIMINATO con il consenso di tutti i professori | ELIMINATO con il consenso di tutti i professori | ELIMINATO con il consenso di tutti i professori | ELIMINATO con il consenso di tutti i professori | ELIMINATO con il consenso di tutti i professori | ELIMINATO con il consenso di tutti i professori | ELIMINATO con il consenso di tutti i professori | ELIMINATO con il consenso di tutti i professori | ELIMINATO con il consenso di tutti i professori | ELIMINATO con il consenso di tutti i professori | ELIMINATO con il consenso di tutti i professori |
| Leslie     |             |             | N.D.        | C +1        |                                 |                                 | PERDE la sfida contro i The Kolors | PERDE la sfida contro i The Kolors              | PERDE la sfida contro i The Kolors              | PERDE la sfida contro i The Kolors              | PERDE la sfida contro i The Kolors              | PERDE la sfida contro i The Kolors              | PERDE la sfida contro i The Kolors              | PERDE la sfida contro i The Kolors              | PERDE la sfida contro i The Kolors              | PERDE la sfida contro i The Kolors              | PERDE la sfida contro i The Kolors              | PERDE la sfida contro i The Kolors              | PERDE la sfida contro i The Kolors              | PERDE la sfida contro i The Kolors              | PERDE la sfida contro i The Kolors              | PERDE la sfida contro i The Kolors              | PERDE la sfida contro i The Kolors              | PERDE la sfida contro i The Kolors              | PERDE la sfida contro i The Kolors              | PERDE la sfida contro i The Kolors              | PERDE la sfida contro i The Kolors              | PERDE la sfida contro i The Kolors              |
| La Gente   |             | +1          | C           |             | PERDONO la sfida contro Esteban | PERDONO la sfida contro Esteban | PERDONO la sfida contro Esteban    | PERDONO la sfida contro Esteban                 | PERDONO la sfida contro Esteban                 | PERDONO la sfida contro Esteban                 | PERDONO la sfida contro Esteban                 | PERDONO la sfida contro Esteban                 | PERDONO la sfida contro Esteban                 | PERDONO la sfida contro Esteban                 | PERDONO la sfida contro Esteban                 | PERDONO la sfida contro Esteban                 | PERDONO la sfida contro Esteban                 | PERDONO la sfida contro Esteban                 | PERDONO la sfida contro Esteban                 | PERDONO la sfida contro Esteban                 | PERDONO la sfida contro Esteban                 | PERDONO la sfida contro Esteban                 | PERDONO la sfida contro Esteban                 | PERDONO la sfida contro Esteban                 | PERDONO la sfida contro Esteban                 | PERDONO la sfida contro Esteban                 | PERDONO la sfida contro Esteban                 | PERDONO la sfida contro Esteban                 |

## Tabellone delle verifiche
Legenda:

     Non candidato/a a sottoporsi a verifiche poiché fa parte della squadra vincente

     Candidato/a a sottoporsi a una verifica poiché fa parte della squadra perdente

     Giudicato/a inschierabile

     In sfida

     In sfida immediata

     Vince la sfida

     Proposto/a per l'eliminazione, ma salvato/a dagli altri professori

     Riconfermato

     Entra nella scuola

     Sospensione

     Sfida interna

     Sostiene un esame davanti ai direttori artistici

 Giudizio espresso da Di Michele

 Giudizio espresso da Zerbi

 Giudizio espresso da Sarcina

 Giudizio espresso da Di Francesco
 Proposta di eliminazione da parte dei compagni

 Giudizio espresso da Celentano

 Giudizio espresso da Garrison

 Giudizio espresso da Peparini

 Giudizio espresso da Kledi
 Semaforo verde

 Semaforo giallo

 Semaforo rosso

### Ballo
| Settimana    | 1           | 2           | 3                                    | 4                                               | 4                                               | 5                                               | 5                                               | 6                                               | 6                                               | 6                                               | 7                                               | 7                                               | 7                                               | 8                                               | 8                                               | 8                                               | 8                                               | 9                                               | 9                                               | 9                                               | 10                                              | 10                                              | 10                                              | 10                                              | 11                                              | 11                                              | 11                                              | 12                                              | 12                                              | 13                                              | 13                                              | 13                                              | 13                                              | 14                                              | 14                                              | 14                                              | 15                                              | 15                                              | 15                                              | 15                                              | 16                                              |
| ------------ | ----------- | ----------- | ------------------------------------ | ----------------------------------------------- | ----------------------------------------------- | ----------------------------------------------- | ----------------------------------------------- | ----------------------------------------------- | ----------------------------------------------- | ----------------------------------------------- | ----------------------------------------------- | ----------------------------------------------- | ----------------------------------------------- | ----------------------------------------------- | ----------------------------------------------- | ----------------------------------------------- | ----------------------------------------------- | ----------------------------------------------- | ----------------------------------------------- | ----------------------------------------------- | ----------------------------------------------- | ----------------------------------------------- | ----------------------------------------------- | ----------------------------------------------- | ----------------------------------------------- | ----------------------------------------------- | ----------------------------------------------- | ----------------------------------------------- | ----------------------------------------------- | ----------------------------------------------- | ----------------------------------------------- | ----------------------------------------------- | ----------------------------------------------- | ----------------------------------------------- | ----------------------------------------------- | ----------------------------------------------- | ----------------------------------------------- | ----------------------------------------------- | ----------------------------------------------- | ----------------------------------------------- | ----------------------------------------------- |
| Klaudia      |             |             |                                      |                                                 |                                                 |                                                 | -                                               |                                                 |                                                 | -                                               |                                                 |                                                 | -                                               |                                                 |                                                 | -                                               | -                                               |                                                 | -                                               | -                                               | -                                               | -                                               |                                                 |                                                 |                                                 |                                                 |                                                 |                                                 |                                                 |                                                 |                                                 |                                                 |                                                 |                                                 |                                                 |                                                 |                                                 |                                                 |                                                 |                                                 |                                                 |
| Giorgio      |             |             |                                      |                                                 |                                                 |                                                 | -                                               |                                                 |                                                 | -                                               |                                                 |                                                 |                                                 |                                                 | [ 4 ]                                           | -                                               | -                                               | -                                               | -                                               | -                                               |                                                 |                                                 |                                                 |                                                 |                                                 |                                                 |                                                 |                                                 |                                                 |                                                 |                                                 |                                                 |                                                 |                                                 |                                                 |                                                 |                                                 |                                                 |                                                 |                                                 |                                                 |
| Cristian     | Non in gara | Non in gara | Non in gara                          | Non in gara                                     | Non in gara                                     | Non in gara                                     | Non in gara                                     | Non in gara                                     | Non in gara                                     |                                                 |                                                 |                                                 | -                                               |                                                 |                                                 |                                                 |                                                 |                                                 | -                                               | -                                               | -                                               | -                                               |                                                 |                                                 | -                                               | -                                               |                                                 |                                                 |                                                 |                                                 |                                                 |                                                 |                                                 |                                                 |                                                 |                                                 |                                                 |                                                 |                                                 |                                                 |                                                 |
| Virginia     | Non in gara | Non in gara | Non in gara                          | Non in gara                                     | Non in gara                                     | Non in gara                                     | Non in gara                                     | Non in gara                                     | Non in gara                                     | Non in gara                                     | Non in gara                                     | Non in gara                                     | Non in gara                                     | Non in gara                                     | Non in gara                                     | Non in gara                                     | Non in gara                                     | Non in gara                                     |                                                 |                                                 |                                                 |                                                 |                                                 |                                                 |                                                 |                                                 |                                                 | -                                               |                                                 |                                                 |                                                 |                                                 |                                                 |                                                 |                                                 |                                                 |                                                 |                                                 |                                                 |                                                 |                                                 |
| Michele      |             |             |                                      |                                                 |                                                 |                                                 | [ 2 ]                                           |                                                 |                                                 | -                                               |                                                 |                                                 |                                                 |                                                 |                                                 | -                                               | -                                               | N.D.                                            |                                                 |                                                 |                                                 |                                                 | N.D.                                            | N.D.                                            |                                                 |                                                 | N.D.                                            |                                                 |                                                 |                                                 |                                                 |                                                 |                                                 | -                                               | N.D.                                            | N.D.                                            |                                                 |                                                 |                                                 |                                                 |                                                 |
| Shaila       | Non in gara | Non in gara | Non in gara                          | Non in gara                                     | Non in gara                                     | Non in gara                                     | Non in gara                                     | Non in gara                                     | Non in gara                                     | Non in gara                                     | Non in gara                                     | Non in gara                                     | Non in gara                                     | Non in gara                                     | Non in gara                                     | Non in gara                                     | Non in gara                                     |                                                 | -                                               | -                                               | -                                               | -                                               |                                                 |                                                 |                                                 |                                                 |                                                 |                                                 |                                                 |                                                 |                                                 |                                                 |                                                 |                                                 |                                                 |                                                 |                                                 |                                                 |                                                 |                                                 |                                                 |
| Mattia       | Non in gara | Non in gara | Non in gara                          | Non in gara                                     | Non in gara                                     | Non in gara                                     | Non in gara                                     | Non in gara                                     | Non in gara                                     | Non in gara                                     | Non in gara                                     | Non in gara                                     | Non in gara                                     | Non in gara                                     | Non in gara                                     | Non in gara                                     | Non in gara                                     | Non in gara                                     | Non in gara                                     | Non in gara                                     | Non in gara                                     | Non in gara                                     |                                                 |                                                 | -                                               | -                                               | N.D.                                            |                                                 |                                                 |                                                 |                                                 |                                                 |                                                 |                                                 |                                                 |                                                 |                                                 |                                                 |                                                 |                                                 |                                                 |
| Simone       |             |             |                                      |                                                 |                                                 |                                                 | -                                               |                                                 | [ 4 ]                                           | -                                               |                                                 |                                                 |                                                 |                                                 |                                                 |                                                 |                                                 |                                                 | -                                               | -                                               |                                                 |                                                 |                                                 |                                                 |                                                 |                                                 |                                                 |                                                 |                                                 |                                                 |                                                 |                                                 |                                                 |                                                 |                                                 |                                                 |                                                 |                                                 |                                                 |                                                 |                                                 |
| Francesco P. | Non in gara | Non in gara | Non in gara                          |                                                 |                                                 |                                                 | -                                               |                                                 |                                                 | -                                               |                                                 |                                                 | -                                               |                                                 |                                                 |                                                 |                                                 |                                                 |                                                 |                                                 | PERDE la sfida interna contro Michele           | PERDE la sfida interna contro Michele           | PERDE la sfida interna contro Michele           | PERDE la sfida interna contro Michele           | PERDE la sfida interna contro Michele           | PERDE la sfida interna contro Michele           | PERDE la sfida interna contro Michele           | PERDE la sfida interna contro Michele           | PERDE la sfida interna contro Michele           | PERDE la sfida interna contro Michele           | PERDE la sfida interna contro Michele           | PERDE la sfida interna contro Michele           | PERDE la sfida interna contro Michele           | PERDE la sfida interna contro Michele           | PERDE la sfida interna contro Michele           | PERDE la sfida interna contro Michele           | PERDE la sfida interna contro Michele           | PERDE la sfida interna contro Michele           | PERDE la sfida interna contro Michele           | PERDE la sfida interna contro Michele           | PERDE la sfida interna contro Michele           |
| Vanessa      |             |             |                                      |                                                 |                                                 |                                                 | -                                               |                                                 |                                                 |                                                 |                                                 |                                                 | -                                               |                                                 |                                                 |                                                 |                                                 |                                                 | PERDE la sfida contro Shaila                    | PERDE la sfida contro Shaila                    | PERDE la sfida contro Shaila                    | PERDE la sfida contro Shaila                    | PERDE la sfida contro Shaila                    | PERDE la sfida contro Shaila                    | PERDE la sfida contro Shaila                    | PERDE la sfida contro Shaila                    | PERDE la sfida contro Shaila                    | PERDE la sfida contro Shaila                    | PERDE la sfida contro Shaila                    | PERDE la sfida contro Shaila                    | PERDE la sfida contro Shaila                    | PERDE la sfida contro Shaila                    | PERDE la sfida contro Shaila                    | PERDE la sfida contro Shaila                    | PERDE la sfida contro Shaila                    | PERDE la sfida contro Shaila                    | PERDE la sfida contro Shaila                    | PERDE la sfida contro Shaila                    | PERDE la sfida contro Shaila                    | PERDE la sfida contro Shaila                    | PERDE la sfida contro Shaila                    |
| Graziano     |             |             |                                      |                                                 |                                                 |                                                 |                                                 | ELIMINATO con il consenso di tutti i professori | ELIMINATO con il consenso di tutti i professori | ELIMINATO con il consenso di tutti i professori | ELIMINATO con il consenso di tutti i professori | ELIMINATO con il consenso di tutti i professori | ELIMINATO con il consenso di tutti i professori | ELIMINATO con il consenso di tutti i professori | ELIMINATO con il consenso di tutti i professori | ELIMINATO con il consenso di tutti i professori | ELIMINATO con il consenso di tutti i professori | ELIMINATO con il consenso di tutti i professori | ELIMINATO con il consenso di tutti i professori | ELIMINATO con il consenso di tutti i professori | ELIMINATO con il consenso di tutti i professori | ELIMINATO con il consenso di tutti i professori | ELIMINATO con il consenso di tutti i professori | ELIMINATO con il consenso di tutti i professori | ELIMINATO con il consenso di tutti i professori | ELIMINATO con il consenso di tutti i professori | ELIMINATO con il consenso di tutti i professori | ELIMINATO con il consenso di tutti i professori | ELIMINATO con il consenso di tutti i professori | ELIMINATO con il consenso di tutti i professori | ELIMINATO con il consenso di tutti i professori | ELIMINATO con il consenso di tutti i professori | ELIMINATO con il consenso di tutti i professori | ELIMINATO con il consenso di tutti i professori | ELIMINATO con il consenso di tutti i professori | ELIMINATO con il consenso di tutti i professori | ELIMINATO con il consenso di tutti i professori | ELIMINATO con il consenso di tutti i professori | ELIMINATO con il consenso di tutti i professori | ELIMINATO con il consenso di tutti i professori | ELIMINATO con il consenso di tutti i professori |
| Danilo       |             |             |                                      | ELIMINATO con il consenso di tutti i professori | ELIMINATO con il consenso di tutti i professori | ELIMINATO con il consenso di tutti i professori | ELIMINATO con il consenso di tutti i professori | ELIMINATO con il consenso di tutti i professori | ELIMINATO con il consenso di tutti i professori | ELIMINATO con il consenso di tutti i professori | ELIMINATO con il consenso di tutti i professori | ELIMINATO con il consenso di tutti i professori | ELIMINATO con il consenso di tutti i professori | ELIMINATO con il consenso di tutti i professori | ELIMINATO con il consenso di tutti i professori | ELIMINATO con il consenso di tutti i professori | ELIMINATO con il consenso di tutti i professori | ELIMINATO con il consenso di tutti i professori | ELIMINATO con il consenso di tutti i professori | ELIMINATO con il consenso di tutti i professori | ELIMINATO con il consenso di tutti i professori | ELIMINATO con il consenso di tutti i professori | ELIMINATO con il consenso di tutti i professori | ELIMINATO con il consenso di tutti i professori | ELIMINATO con il consenso di tutti i professori | ELIMINATO con il consenso di tutti i professori | ELIMINATO con il consenso di tutti i professori | ELIMINATO con il consenso di tutti i professori | ELIMINATO con il consenso di tutti i professori | ELIMINATO con il consenso di tutti i professori | ELIMINATO con il consenso di tutti i professori | ELIMINATO con il consenso di tutti i professori | ELIMINATO con il consenso di tutti i professori | ELIMINATO con il consenso di tutti i professori | ELIMINATO con il consenso di tutti i professori | ELIMINATO con il consenso di tutti i professori | ELIMINATO con il consenso di tutti i professori | ELIMINATO con il consenso di tutti i professori | ELIMINATO con il consenso di tutti i professori | ELIMINATO con il consenso di tutti i professori | ELIMINATO con il consenso di tutti i professori |
| Francesco B. |             |             | RITIRATO in seguito ad un infortunio | RITIRATO in seguito ad un infortunio            | RITIRATO in seguito ad un infortunio            | RITIRATO in seguito ad un infortunio            | RITIRATO in seguito ad un infortunio            | RITIRATO in seguito ad un infortunio            | RITIRATO in seguito ad un infortunio            | RITIRATO in seguito ad un infortunio            | RITIRATO in seguito ad un infortunio            | RITIRATO in seguito ad un infortunio            | RITIRATO in seguito ad un infortunio            | RITIRATO in seguito ad un infortunio            | RITIRATO in seguito ad un infortunio            | RITIRATO in seguito ad un infortunio            | RITIRATO in seguito ad un infortunio            | RITIRATO in seguito ad un infortunio            | RITIRATO in seguito ad un infortunio            | RITIRATO in seguito ad un infortunio            | RITIRATO in seguito ad un infortunio            | RITIRATO in seguito ad un infortunio            | RITIRATO in seguito ad un infortunio            | RITIRATO in seguito ad un infortunio            | RITIRATO in seguito ad un infortunio            | RITIRATO in seguito ad un infortunio            | RITIRATO in seguito ad un infortunio            | RITIRATO in seguito ad un infortunio            | RITIRATO in seguito ad un infortunio            | RITIRATO in seguito ad un infortunio            | RITIRATO in seguito ad un infortunio            | RITIRATO in seguito ad un infortunio            | RITIRATO in seguito ad un infortunio            | RITIRATO in seguito ad un infortunio            | RITIRATO in seguito ad un infortunio            | RITIRATO in seguito ad un infortunio            | RITIRATO in seguito ad un infortunio            | RITIRATO in seguito ad un infortunio            | RITIRATO in seguito ad un infortunio            | RITIRATO in seguito ad un infortunio            | RITIRATO in seguito ad un infortunio            |

### Canto
| Settimana  | 1           | 2           | 3           | 3           | 4           | 4           | 5                               | 5                                  | 5                                  | 6                                               | 6                                               | 6                                               | 6                                               | 7                                               | 7                                               | 7                                               | 8                                               | 8                                               | 9                                               | 9                                               | 9                                               | 10                                              | 10                                              | 10                                              | 10                                              | 11                                              | 11                                              | 12                                              | 12                                              | 12                                              | 12                                              | 12                                              | 13                                              | 13                                              | 13                                              | 13                                              | 14                                              | 14                                              | 14                                              | 15                                              | 15                                              | 15                                              | 15                                              | 16                                              | 16                                              |
| ---------- | ----------- | ----------- | ----------- | ----------- | ----------- | ----------- | ------------------------------- | ---------------------------------- | ---------------------------------- | ----------------------------------------------- | ----------------------------------------------- | ----------------------------------------------- | ----------------------------------------------- | ----------------------------------------------- | ----------------------------------------------- | ----------------------------------------------- | ----------------------------------------------- | ----------------------------------------------- | ----------------------------------------------- | ----------------------------------------------- | ----------------------------------------------- | ----------------------------------------------- | ----------------------------------------------- | ----------------------------------------------- | ----------------------------------------------- | ----------------------------------------------- | ----------------------------------------------- | ----------------------------------------------- | ----------------------------------------------- | ----------------------------------------------- | ----------------------------------------------- | ----------------------------------------------- | ----------------------------------------------- | ----------------------------------------------- | ----------------------------------------------- | ----------------------------------------------- | ----------------------------------------------- | ----------------------------------------------- | ----------------------------------------------- | ----------------------------------------------- | ----------------------------------------------- | ----------------------------------------------- | ----------------------------------------------- | ----------------------------------------------- | ----------------------------------------------- |
| Luca       |             | N.D.        |             |             |             |             |                                 |                                    |                                    |                                                 |                                                 | -                                               | -                                               | N.D.                                            | N.D.                                            | -                                               |                                                 |                                                 |                                                 |                                                 |                                                 |                                                 |                                                 |                                                 |                                                 |                                                 |                                                 |                                                 |                                                 |                                                 |                                                 |                                                 |                                                 |                                                 |                                                 |                                                 |                                                 |                                                 |                                                 |                                                 |                                                 |                                                 |                                                 |                                                 |                                                 |
| Valentina  | Non in gara | Non in gara | Non in gara | Non in gara | Non in gara | Non in gara | Non in gara                     | Non in gara                        | Non in gara                        | Non in gara                                     | Non in gara                                     |                                                 |                                                 |                                                 |                                                 | -                                               | N.D.                                            | -                                               |                                                 |                                                 | -                                               | -                                               | -                                               | N.D.                                            | N.D.                                            | -                                               | N.D.                                            |                                                 |                                                 |                                                 |                                                 |                                                 |                                                 |                                                 |                                                 |                                                 |                                                 |                                                 |                                                 |                                                 |                                                 |                                                 |                                                 |                                                 |                                                 |
| The Kolors | Non in gara | Non in gara | Non in gara | Non in gara | Non in gara | Non in gara |                                 |                                    | -                                  |                                                 |                                                 |                                                 |                                                 |                                                 |                                                 | -                                               |                                                 | -                                               |                                                 |                                                 | -                                               | -                                               | -                                               |                                                 |                                                 | -                                               |                                                 |                                                 |                                                 |                                                 |                                                 |                                                 |                                                 |                                                 |                                                 |                                                 |                                                 |                                                 |                                                 |                                                 |                                                 |                                                 |                                                 |                                                 |                                                 |
| Briga      |             |             |             |             |             |             |                                 |                                    | [ 5 ]                              |                                                 |                                                 | -                                               | -                                               |                                                 |                                                 |                                                 |                                                 | -                                               |                                                 | [ 4 ]                                           |                                                 |                                                 |                                                 |                                                 |                                                 | -                                               |                                                 |                                                 |                                                 |                                                 |                                                 |                                                 |                                                 |                                                 |                                                 |                                                 |                                                 |                                                 |                                                 |                                                 |                                                 |                                                 |                                                 |                                                 |                                                 |
| Davide     | Non in gara | Non in gara | Non in gara | Non in gara | Non in gara | Non in gara | Non in gara                     | Non in gara                        | Non in gara                        | Non in gara                                     | Non in gara                                     | Non in gara                                     | Non in gara                                     | Non in gara                                     | Non in gara                                     | Non in gara                                     | Non in gara                                     | Non in gara                                     | Non in gara                                     | Non in gara                                     | Non in gara                                     | Non in gara                                     | Non in gara                                     |                                                 |                                                 | -                                               |                                                 |                                                 |                                                 | -                                               | -                                               |                                                 |                                                 |                                                 |                                                 |                                                 |                                                 |                                                 |                                                 |                                                 |                                                 |                                                 |                                                 |                                                 |                                                 |
| Paola      |             |             |             |             |             |             |                                 |                                    | -                                  |                                                 |                                                 | -                                               | -                                               |                                                 | [ 4 ]                                           | -                                               |                                                 | -                                               |                                                 |                                                 | -                                               | -                                               | -                                               |                                                 |                                                 |                                                 | N.D.                                            | N.D.                                            | N.D.                                            | -                                               | -                                               |                                                 |                                                 | -                                               | -                                               |                                                 | -                                               | -                                               |                                                 |                                                 |                                                 |                                                 |                                                 |                                                 |                                                 |
| Silvia     |             |             |             |             | N.D.        | N.D.        |                                 | [ 4 ]                              |                                    |                                                 |                                                 | -                                               | -                                               |                                                 |                                                 |                                                 |                                                 | -                                               |                                                 |                                                 | -                                               | -                                               | -                                               | N.D.                                            | N.D.                                            | -                                               |                                                 | [ 4 ]                                           |                                                 | -                                               | -                                               |                                                 |                                                 |                                                 |                                                 |                                                 | -                                               | -                                               |                                                 |                                                 |                                                 |                                                 |                                                 |                                                 |                                                 |
| Alice      | Non in gara | Non in gara | Non in gara | Non in gara | Non in gara | Non in gara | Non in gara                     | Non in gara                        | Non in gara                        | Non in gara                                     | Non in gara                                     | Non in gara                                     | Non in gara                                     | Non in gara                                     | Non in gara                                     | Non in gara                                     | Non in gara                                     | Non in gara                                     | Non in gara                                     | Non in gara                                     | Non in gara                                     | Non in gara                                     | Non in gara                                     |                                                 |                                                 | -                                               | N.D.                                            |                                                 |                                                 | -                                               | -                                               |                                                 |                                                 | -                                               | -                                               |                                                 | -                                               | -                                               |                                                 | -                                               | -                                               |                                                 |                                                 |                                                 |                                                 |
| Francesca  |             |             |             |             |             |             |                                 |                                    |                                    |                                                 |                                                 |                                                 |                                                 |                                                 |                                                 |                                                 |                                                 |                                                 |                                                 |                                                 |                                                 | -                                               | -                                               | N.D.                                            | N.D.                                            | -                                               | N.D.                                            |                                                 |                                                 | -                                               | -                                               |                                                 |                                                 | -                                               | -                                               | N.D.                                            |                                                 |                                                 | ELIMINATA con il consenso di tutti i professori | ELIMINATA con il consenso di tutti i professori | ELIMINATA con il consenso di tutti i professori | ELIMINATA con il consenso di tutti i professori | ELIMINATA con il consenso di tutti i professori | ELIMINATA con il consenso di tutti i professori | ELIMINATA con il consenso di tutti i professori |
| Gabriele   |             |             |             |             | N.D.        | N.D.        | N.D.                            | N.D.                               |                                    |                                                 |                                                 |                                                 |                                                 |                                                 |                                                 | -                                               |                                                 |                                                 |                                                 |                                                 |                                                 |                                                 |                                                 |                                                 |                                                 | RITIRATO per motivi personali                   | RITIRATO per motivi personali                   | RITIRATO per motivi personali                   | RITIRATO per motivi personali                   | RITIRATO per motivi personali                   | RITIRATO per motivi personali                   | RITIRATO per motivi personali                   | RITIRATO per motivi personali                   | RITIRATO per motivi personali                   | RITIRATO per motivi personali                   | RITIRATO per motivi personali                   | RITIRATO per motivi personali                   | RITIRATO per motivi personali                   | RITIRATO per motivi personali                   | RITIRATO per motivi personali                   | RITIRATO per motivi personali                   | RITIRATO per motivi personali                   | RITIRATO per motivi personali                   | RITIRATO per motivi personali                   | RITIRATO per motivi personali                   |
| Esteban    | Non in gara | Non in gara | Non in gara | Non in gara |             |             |                                 |                                    | -                                  |                                                 |                                                 |                                                 |                                                 |                                                 |                                                 | -                                               | N.D.                                            |                                                 |                                                 |                                                 |                                                 |                                                 |                                                 | ELIMINATO con il consenso di tutti i professori | ELIMINATO con il consenso di tutti i professori | ELIMINATO con il consenso di tutti i professori | ELIMINATO con il consenso di tutti i professori | ELIMINATO con il consenso di tutti i professori | ELIMINATO con il consenso di tutti i professori | ELIMINATO con il consenso di tutti i professori | ELIMINATO con il consenso di tutti i professori | ELIMINATO con il consenso di tutti i professori | ELIMINATO con il consenso di tutti i professori | ELIMINATO con il consenso di tutti i professori | ELIMINATO con il consenso di tutti i professori | ELIMINATO con il consenso di tutti i professori | ELIMINATO con il consenso di tutti i professori | ELIMINATO con il consenso di tutti i professori | ELIMINATO con il consenso di tutti i professori | ELIMINATO con il consenso di tutti i professori | ELIMINATO con il consenso di tutti i professori | ELIMINATO con il consenso di tutti i professori | ELIMINATO con il consenso di tutti i professori | ELIMINATO con il consenso di tutti i professori | ELIMINATO con il consenso di tutti i professori |
| Luana      |             |             |             |             |             |             | N.D.                            | N.D.                               | -                                  |                                                 |                                                 |                                                 |                                                 |                                                 |                                                 | ELIMINATA con il consenso di tutti i professori | ELIMINATA con il consenso di tutti i professori | ELIMINATA con il consenso di tutti i professori | ELIMINATA con il consenso di tutti i professori | ELIMINATA con il consenso di tutti i professori | ELIMINATA con il consenso di tutti i professori | ELIMINATA con il consenso di tutti i professori | ELIMINATA con il consenso di tutti i professori | ELIMINATA con il consenso di tutti i professori | ELIMINATA con il consenso di tutti i professori | ELIMINATA con il consenso di tutti i professori | ELIMINATA con il consenso di tutti i professori | ELIMINATA con il consenso di tutti i professori | ELIMINATA con il consenso di tutti i professori | ELIMINATA con il consenso di tutti i professori | ELIMINATA con il consenso di tutti i professori | ELIMINATA con il consenso di tutti i professori | ELIMINATA con il consenso di tutti i professori | ELIMINATA con il consenso di tutti i professori | ELIMINATA con il consenso di tutti i professori | ELIMINATA con il consenso di tutti i professori | ELIMINATA con il consenso di tutti i professori | ELIMINATA con il consenso di tutti i professori | ELIMINATA con il consenso di tutti i professori | ELIMINATA con il consenso di tutti i professori | ELIMINATA con il consenso di tutti i professori | ELIMINATA con il consenso di tutti i professori | ELIMINATA con il consenso di tutti i professori | ELIMINATA con il consenso di tutti i professori | ELIMINATA con il consenso di tutti i professori |
| Attika     |             | N.D.        |             |             | N.D.        | N.D.        |                                 |                                    |                                    |                                                 |                                                 |                                                 |                                                 | RITIRATI per motivi personali                   | RITIRATI per motivi personali                   | RITIRATI per motivi personali                   | RITIRATI per motivi personali                   | RITIRATI per motivi personali                   | RITIRATI per motivi personali                   | RITIRATI per motivi personali                   | RITIRATI per motivi personali                   | RITIRATI per motivi personali                   | RITIRATI per motivi personali                   | RITIRATI per motivi personali                   | RITIRATI per motivi personali                   | RITIRATI per motivi personali                   | RITIRATI per motivi personali                   | RITIRATI per motivi personali                   | RITIRATI per motivi personali                   | RITIRATI per motivi personali                   | RITIRATI per motivi personali                   | RITIRATI per motivi personali                   | RITIRATI per motivi personali                   | RITIRATI per motivi personali                   | RITIRATI per motivi personali                   | RITIRATI per motivi personali                   | RITIRATI per motivi personali                   | RITIRATI per motivi personali                   | RITIRATI per motivi personali                   | RITIRATI per motivi personali                   | RITIRATI per motivi personali                   | RITIRATI per motivi personali                   | RITIRATI per motivi personali                   | RITIRATI per motivi personali                   | RITIRATI per motivi personali                   |
| The Whips  |             | N.D.        |             |             | N.D.        | N.D.        |                                 |                                    |                                    |                                                 |                                                 |                                                 |                                                 | PERDONO la sfida contro Valentina               | PERDONO la sfida contro Valentina               | PERDONO la sfida contro Valentina               | PERDONO la sfida contro Valentina               | PERDONO la sfida contro Valentina               | PERDONO la sfida contro Valentina               | PERDONO la sfida contro Valentina               | PERDONO la sfida contro Valentina               | PERDONO la sfida contro Valentina               | PERDONO la sfida contro Valentina               | PERDONO la sfida contro Valentina               | PERDONO la sfida contro Valentina               | PERDONO la sfida contro Valentina               | PERDONO la sfida contro Valentina               | PERDONO la sfida contro Valentina               | PERDONO la sfida contro Valentina               | PERDONO la sfida contro Valentina               | PERDONO la sfida contro Valentina               | PERDONO la sfida contro Valentina               | PERDONO la sfida contro Valentina               | PERDONO la sfida contro Valentina               | PERDONO la sfida contro Valentina               | PERDONO la sfida contro Valentina               | PERDONO la sfida contro Valentina               | PERDONO la sfida contro Valentina               | PERDONO la sfida contro Valentina               | PERDONO la sfida contro Valentina               | PERDONO la sfida contro Valentina               | PERDONO la sfida contro Valentina               | PERDONO la sfida contro Valentina               | PERDONO la sfida contro Valentina               | PERDONO la sfida contro Valentina               |
| Itto       |             | N.D.        | N.D.        | N.D.        | N.D.        | N.D.        |                                 |                                    |                                    | ELIMINATO con il consenso di tutti i professori | ELIMINATO con il consenso di tutti i professori | ELIMINATO con il consenso di tutti i professori | ELIMINATO con il consenso di tutti i professori | ELIMINATO con il consenso di tutti i professori | ELIMINATO con il consenso di tutti i professori | ELIMINATO con il consenso di tutti i professori | ELIMINATO con il consenso di tutti i professori | ELIMINATO con il consenso di tutti i professori | ELIMINATO con il consenso di tutti i professori | ELIMINATO con il consenso di tutti i professori | ELIMINATO con il consenso di tutti i professori | ELIMINATO con il consenso di tutti i professori | ELIMINATO con il consenso di tutti i professori | ELIMINATO con il consenso di tutti i professori | ELIMINATO con il consenso di tutti i professori | ELIMINATO con il consenso di tutti i professori | ELIMINATO con il consenso di tutti i professori | ELIMINATO con il consenso di tutti i professori | ELIMINATO con il consenso di tutti i professori | ELIMINATO con il consenso di tutti i professori | ELIMINATO con il consenso di tutti i professori | ELIMINATO con il consenso di tutti i professori | ELIMINATO con il consenso di tutti i professori | ELIMINATO con il consenso di tutti i professori | ELIMINATO con il consenso di tutti i professori | ELIMINATO con il consenso di tutti i professori | ELIMINATO con il consenso di tutti i professori | ELIMINATO con il consenso di tutti i professori | ELIMINATO con il consenso di tutti i professori | ELIMINATO con il consenso di tutti i professori | ELIMINATO con il consenso di tutti i professori | ELIMINATO con il consenso di tutti i professori | ELIMINATO con il consenso di tutti i professori | ELIMINATO con il consenso di tutti i professori | ELIMINATO con il consenso di tutti i professori |
| Leslie     |             |             | N.D.        | N.D.        |             | [ 4 ]       |                                 | PERDE la sfida contro i The Kolors | PERDE la sfida contro i The Kolors | PERDE la sfida contro i The Kolors              | PERDE la sfida contro i The Kolors              | PERDE la sfida contro i The Kolors              | PERDE la sfida contro i The Kolors              | PERDE la sfida contro i The Kolors              | PERDE la sfida contro i The Kolors              | PERDE la sfida contro i The Kolors              | PERDE la sfida contro i The Kolors              | PERDE la sfida contro i The Kolors              | PERDE la sfida contro i The Kolors              | PERDE la sfida contro i The Kolors              | PERDE la sfida contro i The Kolors              | PERDE la sfida contro i The Kolors              | PERDE la sfida contro i The Kolors              | PERDE la sfida contro i The Kolors              | PERDE la sfida contro i The Kolors              | PERDE la sfida contro i The Kolors              | PERDE la sfida contro i The Kolors              | PERDE la sfida contro i The Kolors              | PERDE la sfida contro i The Kolors              | PERDE la sfida contro i The Kolors              | PERDE la sfida contro i The Kolors              | PERDE la sfida contro i The Kolors              | PERDE la sfida contro i The Kolors              | PERDE la sfida contro i The Kolors              | PERDE la sfida contro i The Kolors              | PERDE la sfida contro i The Kolors              | PERDE la sfida contro i The Kolors              | PERDE la sfida contro i The Kolors              | PERDE la sfida contro i The Kolors              | PERDE la sfida contro i The Kolors              | PERDE la sfida contro i The Kolors              | PERDE la sfida contro i The Kolors              | PERDE la sfida contro i The Kolors              | PERDE la sfida contro i The Kolors              | PERDE la sfida contro i The Kolors              |
| La Gente   |             |             |             |             |             |             | PERDONO la sfida contro Esteban | PERDONO la sfida contro Esteban    | PERDONO la sfida contro Esteban    | PERDONO la sfida contro Esteban                 | PERDONO la sfida contro Esteban                 | PERDONO la sfida contro Esteban                 | PERDONO la sfida contro Esteban                 | PERDONO la sfida contro Esteban                 | PERDONO la sfida contro Esteban                 | PERDONO la sfida contro Esteban                 | PERDONO la sfida contro Esteban                 | PERDONO la sfida contro Esteban                 | PERDONO la sfida contro Esteban                 | PERDONO la sfida contro Esteban                 | PERDONO la sfida contro Esteban                 | PERDONO la sfida contro Esteban                 | PERDONO la sfida contro Esteban                 | PERDONO la sfida contro Esteban                 | PERDONO la sfida contro Esteban                 | PERDONO la sfida contro Esteban                 | PERDONO la sfida contro Esteban                 | PERDONO la sfida contro Esteban                 | PERDONO la sfida contro Esteban                 | PERDONO la sfida contro Esteban                 | PERDONO la sfida contro Esteban                 | PERDONO la sfida contro Esteban                 | PERDONO la sfida contro Esteban                 | PERDONO la sfida contro Esteban                 | PERDONO la sfida contro Esteban                 | PERDONO la sfida contro Esteban                 | PERDONO la sfida contro Esteban                 | PERDONO la sfida contro Esteban                 | PERDONO la sfida contro Esteban                 | PERDONO la sfida contro Esteban                 | PERDONO la sfida contro Esteban                 | PERDONO la sfida contro Esteban                 | PERDONO la sfida contro Esteban                 | PERDONO la sfida contro Esteban                 | PERDONO la sfida contro Esteban                 |

## Settimane

### Settimana 2

#### 2ª puntata
Ospiti: Alessandra Amoroso
Durante la puntata di sabato 29 novembre si è svolta la sfida a squadre: sono stati scelti come capitani delle due squadre Silvia e Briga. A giudicare le sfide per il canto è Francesco Sarcina, per il ballo Veronica Peparini.
| PROVA    | SQUADRA DI SILVIA              | SQUADRA DI SILVIA               | PUNTI                 | PUNTI                 | SQUADRA DI BRIGA      | SQUADRA DI BRIGA                |
| -------- | ------------------------------ | ------------------------------- | --------------------- | --------------------- | --------------------- | ------------------------------- |
| I        | VANESSA                        | Comparata BALLO Guarda che luna | 1                     | 0                     | Klaudia               | Comparata BALLO Guarda che luna |
| II       | PAOLA                          | Do It Like a Dude               | 1                     | 0                     | Leslie                | I'm not the only one            |
| III      | MICHELE                        | Comparata BALLO Geronimo        | 1                     | 0                     | Danilo                | Comparata BALLO Geronimo        |
| IV       | Silvia                         | Tappeto di fragole              | 0                     | 1                     | BRIGA                 | Le stesse molecole (inedito)    |
| V        | GIORGIO                        | Take me to church               | 1                     | 0                     | Graziano              | Cha cha                         |
| VI       | FRANCESCA                      | A modo tuo                      | 1                     | 0                     | Luana                 | Show me how you burlesque       |
| VII      | Francesco                      | Another Love                    | 0                     | 1                     | SIMONE                | Phantom Witness                 |
| VIII     | LA GENTE                       | Grande figlio di putt**a        | 1                     | 0                     | Gabriele              | A song for you                  |
| IX       | FRANCESCO                      | La fine                         | 1                     | 0                     | Klaudia               | Boom Clap                       |
| VITTORIA | SQUADRA DI SILVIA 7-2          | SQUADRA DI SILVIA 7-2           | SQUADRA DI SILVIA 7-2 | SQUADRA DI SILVIA 7-2 | SQUADRA DI SILVIA 7-2 | SQUADRA DI SILVIA 7-2           |
| VITTORIA | A RISCHIO ELIMINAZIONE: DANILO |                                 |                       |                       |                       |                                 |

### Settimana 3

#### 3ª puntata
Ospiti: Giorgia
Durante la puntata di sabato 6 dicembre si è svolto l'esame di Danilo richiesto da Kledi Kadiu. 
Legenda:
 SÌ 
 NO 
| Allievo | Esibizione      | Giudizio commissione | Giudizio commissione | Giudizio commissione | Giudizio commissione | Esito     | Note  |
| Allievo | Esibizione      | A. Celentano         | K. Kadiu             | Garrison             | V. Peparini          | Esito     | Note  |
| ------- | --------------- | -------------------- | -------------------- | -------------------- | -------------------- | --------- | ----- |
| DANILO  | Test di tecnica |                      |                      |                      |                      | Eliminato | [ 6 ] |

Per la sfida a squadre, sono stati scelti come capitani delle due squadre Michele e Antonio. A giudicare le sfide per il canto è Francesco Sarcina, per il ballo Alessandra Celentano.
| PROVA    | SQUADRA DI MICHELE     | SQUADRA DI MICHELE                   | PUNTI                  | PUNTI                  | SQUADRA DI ANTONIO     | SQUADRA DI ANTONIO                   |
| -------- | ---------------------- | ------------------------------------ | ---------------------- | ---------------------- | ---------------------- | ------------------------------------ |
| I        | Paola                  | La mia storia tra le dita            | 0                      | 1                      | FRANCESCA              | Royals                               |
| II       | KLAUDIA                | Comparata BALLO Anything Goes        | 1                      | 0                      | Simone                 | Comparata BALLO Anything Goes        |
| III      | LUCA                   | You're Beautiful                     | 1                      | 0                      | Silvia                 | Bette Davis Eyes                     |
| IV       | Graziano               | Turn out for what                    | 0                      | 1                      | GIORGIO                | All of Me                            |
| V        | THE WHIPS              | Comparata CANTO Breakfast in America | 1                      | 0                      | La Gente               | Comparata CANTO Breakfast in America |
| VI       | VANESSA                | Carmen                               | 1                      | 0                      | Giorgio                | Uptown Funk                          |
| VII      | Gabriele               | Let Her Go                           | 49%                    | 51%                    | BRIGA                  | Sei di mattina (inedito)             |
| VIII     | Vanessa                | Comparata BALLO Jungle Drum          | 0                      | 1                      | SIMONE                 | Comparata BALLO Jungle Drum          |
| IX       | LUANA                  | She Wolf                             | 1                      | 0                      | Attika                 | Regina di cuori                      |
| VITTORIA | SQUADRA DI MICHELE 5-4 | SQUADRA DI MICHELE 5-4               | SQUADRA DI MICHELE 5-4 | SQUADRA DI MICHELE 5-4 | SQUADRA DI MICHELE 5-4 | SQUADRA DI MICHELE 5-4               |
| VITTORIA | IN SFIDA: LA GENTE     |                                      |                        |                        |                        |                                      |

Nella stessa giornata, la piattaforma WittyTV pubblica una clip in cui mostra l'abbandono del ballerino Francesco B. a seguito di un infortunio.
| Allievo   | Esito    |
| --------- | -------- |
| FRANCESCO | Ritirato |

### Settimana 4

#### 4ª puntata
Ospiti: Ambra Angiolini e Lillo & Greg
Durante la puntata di sabato 13 dicembre si è svolta la sfida della band La Gente richiesta da Rudy Zerbi. 
| PROVA                                | LA GENTE               | ESTEBAN                |
| Commissario esterno: Adriano Pennino |                        |                        |
| I                                    | Human                  | Niente                 |
| II                                   | Adesso (inedito)       | Bohemian rhapsody      |
| III                                  | Comparata CANTO Vivimi | Comparata CANTO Vivimi |
| VITTORIA                             | ESTEBAN                | LA GENTE               |

Per la sfida a squadre, sono stati scelti come capitani delle due squadre Leslie e Simone. A giudicare le sfide per il canto è Rudy Zerbi, per il ballo Alessandra Celentano.
| PROVA    | SQUADRA DI LESLIE     | SQUADRA DI LESLIE              | PUNTI                 | PUNTI                 | SQUADRA DI SIMONE     | SQUADRA DI SIMONE              |
| -------- | --------------------- | ------------------------------ | --------------------- | --------------------- | --------------------- | ------------------------------ |
| I        | BRIGA                 | Le stesse molecole (inedito)   | 1                     | 0                     | Francesca             | L'anima vola                   |
| II       | VANESSA               | Comparata BALLO Non mi ami     | 1                     | 0                     | Klaudia               | Comparata BALLO Non mi ami     |
| III      | Luca                  | A sky full of stars            | 0                     | 1                     | PAOLA                 | A mano a mano                  |
| IV       | Michele               | Comparata BALLO Uptown funk    | 0                     | 1                     | SIMONE                | Comparata BALLO Uptown funk    |
| V        | LESLIE                | Comparata CANTO Stay with me   | 1                     | 0                     | Luana                 | Comparata CANTO Stay with me   |
| VI       | Graziano              | Diamonds                       | 0                     | 1                     | GIORGIO               | Dangerous                      |
| VII      | Leslie                | Comparata CANTO Don't know why | 0                     | 1                     | FRANCESCA             | Comparata CANTO Don't know why |
| VIII     | Vanessa               | Alors on danse                 | 0                     | 1                     | KLAUDIA               | Resta ancora un po'            |
| VITTORIA | SQUADRA DI SIMONE 5-3 | SQUADRA DI SIMONE 5-3          | SQUADRA DI SIMONE 5-3 | SQUADRA DI SIMONE 5-3 | SQUADRA DI SIMONE 5-3 | SQUADRA DI SIMONE 5-3          |
| VITTORIA | IN SFIDA: LESLIE      |                                |                       |                       |                       |                                |

Kledi propone l'eliminazione di Michele, che però viene salvato da Garrison.
Legenda:
 SÌ 
 NO 
| Allievo | Giudizio commissione | Giudizio commissione | Giudizio commissione | Giudizio commissione | Esito   |
| Allievo | A. Celentano         | K. Kadiu             | Garrison             | V. Peparini          | Esito   |
| ------- | -------------------- | -------------------- | -------------------- | -------------------- | ------- |
| MICHELE |                      |                      |                      |                      | Salvato |

### Settimana 5

#### 5ª puntata
Durante la puntata di sabato 10 gennaio si è svolta la sfida di Leslie, in quanto capitano della squadra perdente nella sfida a squadre del 13 dicembre. 
| PROVA                             | LESLIE              | THE KOLORS             |
| Commissario esterno: Marco Alboni |                     |                        |
| I                                 | Il mio canto libero | Me Minus You (inedito) |
| II                                | Isn't she lovely    | Everytime (inedito)    |
| III                               | It's a man's world  | Il diavolo in me       |
| VITTORIA                          | THE KOLORS          | LESLIE                 |

Per la sfida a squadre, sono stati scelti come capitani delle due squadre Silvia e Briga. A giudicare le sfide per il canto è Francesco Sarcina, per il ballo Alessandra Celentano.
| PROVA    | SQUADRA DI BRIGA     | SQUADRA DI BRIGA                  | PUNTI                | PUNTI                | SQUADRA DI SILVIA    | SQUADRA DI SILVIA                 |
| -------- | -------------------- | --------------------------------- | -------------------- | -------------------- | -------------------- | --------------------------------- |
| I        | Francesco            | Comparata BALLO Non devi perdermi | 0                    | 1                    | SIMONE               | Comparata BALLO Non devi perdermi |
| II       | BRIGA                | (inedito)                         | 1                    | 0                    | Francesca            | I giardini di marzo               |
| II       | GIORGIO              | Comparata BALLO Wrapped Up        | 1                    | 0                    | Michele              | Comparata BALLO Wrapped Up        |
| IV       | Attika               | Come fai (inedito)                | 0                    | 1                    | THE KOLORS           | Me minus you (inedito)            |
| V        | KLAUDIA              | Breathe Me                        | 1                    | 0                    | Graziano             | I need your love                  |
| VI       | Briga                | L'amore è qua (inedito)           | 0                    | 1                    | SILVIA               | Lontano dagli occhi               |
| VII      | GIORGIO              | We are beautiful                  | 1                    | 0                    | Graziano             | Crawling                          |
| VIII     | The Whips            | Sono già solo                     | 0                    | 1                    | PAOLA                | All about that bass               |
| IX       | ESTEBAN              | Yesterday                         | 1                    | 0                    | Francesca            | Life for rent                     |
| VITTORIA | SQUADRA DI BRIGA 5-4 | SQUADRA DI BRIGA 5-4              | SQUADRA DI BRIGA 5-4 | SQUADRA DI BRIGA 5-4 | SQUADRA DI BRIGA 5-4 | SQUADRA DI BRIGA 5-4              |
| VITTORIA | IN SFIDA: SILVIA     |                                   |                      |                      |                      |                                   |

#### Daytime
Nei daytime di lunedì 12 gennaio si tiene l'esame per l'eliminazione di Graziano richiesto da Alessandra Celentano in quanto giudicato inschierabile; l'esame di Michele è rimandato a data da destinarsi per infortunio.
Legenda:
 SÌ
 NO
| Allievo  | Esibizione                                        | Giudizio Commissione | Giudizio Commissione | Giudizio Commissione | Giudizio Commissione | Esito     | Note  |
| Allievo  | Esibizione                                        | A. Celentano         | K. Kadiu             | V. Peparini          | Garrison             | Esito     | Note  |
| -------- | ------------------------------------------------- | -------------------- | -------------------- | -------------------- | -------------------- | --------- | ----- |
| GRAZIANO | Improvvisazione Espana Cani                       |                      |                      |                      |                      | Eliminato | [ 6 ] |
| GRAZIANO | Improvvisazione Quizas, quizas, quizas / Candyman |                      |                      |                      |                      | Eliminato | [ 6 ] |

Nella stessa puntata si tiene l'esame di Luca.
| Allievo | Esibizione        | Giudizio Commissione | Giudizio Commissione | Giudizio Commissione | Giudizio Commissione | Esito   | Note  |
| Allievo | Esibizione        | R. Zerbi             | G. Di Michele        | C. Di Francesco      | F. Sarcina           | Esito   | Note  |
| ------- | ----------------- | -------------------- | -------------------- | -------------------- | -------------------- | ------- | ----- |
| LUCA    | Dialogo (inedito) | N.D.                 | N.D.                 | N.D.                 | N.D.                 | Salvato | [ 7 ] |
| LUCA    | Sognami           | N.D.                 | N.D.                 | N.D.                 | N.D.                 | Salvato | [ 7 ] |

Nel daytime di martedì 13 gennaio si tiene anche l'esame per l'eliminazione di Itto richiesto da Rudy Zerbi.
Legenda:
 SÌ
 NO
| Allievo | Giudizio Commissione | Giudizio Commissione | Giudizio Commissione | Giudizio Commissione | Esito     |
| Allievo | R. Zerbi             | G. Di Michele        | C. Di Francesco      | F. Sarcina           | Esito     |
| ------- | -------------------- | -------------------- | -------------------- | -------------------- | --------- |
| ITTO    |                      |                      |                      |                      | Eliminato |

Nel daytime di mercoledì 14 gennaio si tiene la sfida di Silvia, in quanto capitana della squadra perdente nella sfida a squadre.
| PROVA                               | SILVIA              | ROSA      |
| Commissario esterno: Paolo Giordano |                     |           |
| I                                   | Turning Tables      | Luce      |
| II                                  | Sally               | One       |
| III                                 | Lontano dagli occhi | Your Song |
| VITTORIA                            | SILVIA              | ROSA      |

### Settimana 6

#### 6ª puntata
Ospiti: Giulia Michelini, Dear Jack
Durante la puntata di sabato 17 gennaio si è svolta la sfida di Briga per provvedimento disciplinare. 
| PROVA                            | BRIGA                    | CRISTIANO             |
| Commissario esterno: Alex Britti |                          |                       |
| I                                | Esistendo (inedito)      | (inedito)             |
| II                               | Sei di mattina (inedito) | Chiamami ancora amore |
| VITTORIA                         | BRIGA                    | CRISTIANO             |

Per la sfida a squadre, sono stati scelti come capitani delle due squadre Simone ed Esteban. A giudicare le sfide per il canto è Grazia Di Michele, per il ballo Alessandra Celentano.
| PROVA    | SQUADRA DI SIMONE      | SQUADRA DI SIMONE                 | PUNTI                  | PUNTI                  | SQUADRA DI ESTEBAN     | SQUADRA DI ESTEBAN                |
| -------- | ---------------------- | --------------------------------- | ---------------------- | ---------------------- | ---------------------- | --------------------------------- |
| I        | Vanessa                | Comparata BALLO Beautiful liar    | 0                      | 1                      | KLAUDIA                | Comparata BALLO Beautiful liar    |
| II       | THE KOLORS             | Everytime (inedito)               | 1                      | 0                      | Briga                  | Esistendo (inedito)               |
| II       | GIORGIO                | Comparata BALLO Lovers on the sun | 1                      | 0                      | Michele                | Comparata BALLO Lovers on the sun |
| IV       | Luca                   | New shoes                         | 0                      | 1                      | PAOLA                  | Take me to church                 |
| V        | Simone                 | Comparata BALLO I lived           | 48%                    | 52%                    | FRANCESCO              | Comparata BALLO I lived           |
| VI       | Luana                  | Try                               | 0                      | 1                      | ESTEBAN                | The man who can't be moved        |
| VII      | SIMONE                 | L'amore comporta                  | 1                      | 0                      | Francesco              | La donna cannone                  |
| VIII     | LUCA                   | Dialogo (inedito)                 | 1                      | 0                      | Silvia                 | La lontananza                     |
| IX       | Vanessa                | Back to black                     | 0                      | 1                      | KLAUDIA                | Guerriero                         |
| VITTORIA | SQUADRA DI ESTEBAN 5-4 | SQUADRA DI ESTEBAN 5-4            | SQUADRA DI ESTEBAN 5-4 | SQUADRA DI ESTEBAN 5-4 | SQUADRA DI ESTEBAN 5-4 | SQUADRA DI ESTEBAN 5-4            |
| VITTORIA | IN SFIDA: SIMONE       |                                   |                        |                        |                        |                                   |

#### Speciale del lunedì
Nello speciale di lunedì 19 gennaio si svolgono gli esami per Gabriele, The Whips e Attika, giudicati inschierabili dalla commissione.
Si svolge così la sfida immediata per i The Whips.
| PROVA                                   | THE WHIPS         | VALENTINA               |
| Commissario esterno: Alessandro Massara |                   |                         |
| I                                       | Piece of my heart | Stay                    |
| II                                      | L'amore disperato | Quando finisce un amore |
| VITTORIA                                | VALENTINA         | THE WHIPS               |

Si prosegue quindi con l'esame per l'eliminazione di Gabriele richiesto da Carlo di Francesco.
Legenda:
 SÌ 
 NO 
| Allievo/a | Esibizione | Giudizio Commissione | Giudizio Commissione | Giudizio Commissione | Giudizio Commissione | Esito   | Note  |
| Allievo/a | Esibizione | R. Zerbi             | G. Di Michele        | C. Di Francesco      | F. Sarcina           | Esito   | Note  |
| --------- | ---------- | -------------------- | -------------------- | -------------------- | -------------------- | ------- | ----- |
| GABRIELE  | Liar Liar  |                      | N.D.                 |                      | N.D.                 | Salvato | [ 8 ] |

SI prosegue quindi con l'esame di Elya, frontman degli Attika.
| Allievo/a | Esibizione  | Giudizio Commissione | Giudizio Commissione | Giudizio Commissione | Giudizio Commissione | Esito   | Note  |
| Allievo/a | Esibizione  | R. Zerbi             | G. Di Michele        | C. Di Francesco      | F. Sarcina           | Esito   | Note  |
| --------- | ----------- | -------------------- | -------------------- | -------------------- | -------------------- | ------- | ----- |
| ATTIKA    | Vieni da me | N.D.                 | N.D.                 |                      | N.D.                 | Salvato | [ 9 ] |

Nella stessa puntata ogni professore di danza presenta un aspirante candidato per un nuovo banco di danza: Erik per Alessandra Celentano, Raffaele per Kledi Kadiu, Angelo per Veronica Peparini e Cristian per Garrison. Sono i social a stabilire chi tra i 4 otterrà il banco.
| PROVA    | CRISTIAN   | ERIK     | RAFFAELE               | ANGELO     |
| -------- | ---------- | -------- | ---------------------- | ---------- |
| I        | Photograph | Calamity | Resta... resta cu'mme' | Chandelier |
| VITTORIA | CRISTIAN   | CRISTIAN | CRISTIAN               | CRISTIAN   |

#### Daytime
Nel daytime di martedì 20 gennaio si svolgono gli esami per i componenti della squadra perdente.
Legenda:
 SÌ 
 NO 
| Allievo/a  | Esibizione                       | Esito    | Note  |
| ---------- | -------------------------------- | -------- | ----- |
| FRANCESCA  | -                                | In sfida | -     |
| THE KOLORS | Why don't you love me? (inedito) | Salvati  | [ 7 ] |
| THE KOLORS | Everytime (inedito)              | Salvati  | [ 7 ] |

Nella stessa puntata si svolge l'esame per l'eliminazione di Luana proposto da Carlo Di Francesco.
Legenda:
 SÌ 
 NO 
| Allievo/a | Esibizione          | Giudizio Commissione | Giudizio Commissione | Giudizio Commissione | Giudizio Commissione | Esito   | Note  |
| Allievo/a | Esibizione          | R. Zerbi             | G. Di Michele        | C. Di Francesco      | F. Sarcina           | Esito   | Note  |
| --------- | ------------------- | -------------------- | -------------------- | -------------------- | -------------------- | ------- | ----- |
| LUANA     | And I'm telling you |                      | N.D.                 |                      |                      | Salvata | [ 9 ] |

Nel daytime di mercoledì 21 gennaio si svolge la sfida di Francesca.
| PROVA                                | FRANCESCA MIOLA       | FRANCESCA MICCOLI     |
| Commissario esterno: Adriano Pennino |                       |                       |
| I                                    | Make You Feel My Love | Mercy                 |
| II                                   | Comparata CANTO Crazy | Comparata CANTO Crazy |
| VITTORIA                             | FRANCESCA MIOLA       | FRANCESCA MICCOLI     |

Nel daytime di giovedì 22 gennaio si svolge l'esame di Vanessa richiesto da Kledi Kadiu.
| Allieva | Esibizione    | Esito   |
| ------- | ------------- | ------- |
| VANESSA | Back to black | Salvata |

Nella giornata di venerdì 22 gennaio la pagina social annuncia il ritiro della band Attika a causa di problemi di salute del frontman Elya.
| Allievi | Esito    |
| ------- | -------- |
| ATTIKA  | Ritirati |

### Settimana 7

#### 7ª puntata
Ospiti: Annalisa
Durante la puntata di sabato 24 gennaio si è svolta la sfida del ballerino Simone, in quanto capitano della squadra perdente nella sfida a squadre del 17 gennaio. 
| PROVA                                  | SIMONE                           | MARCO                            |
| Commissario esterno: Stephane Fournial |                                  |                                  |
| I                                      | Comparata BALLO Controvento      | Comparata BALLO Controvento      |
| II                                     | Comparata BALLO The hanging tree | Comparata BALLO The hanging tree |
| VITTORIA                               | SIMONE                           | MARCO                            |

Per la sfida a squadre, sono stati scelti come capitani delle due squadre Stash dei The Kolors e Paola. A giudicare le sfide per il canto è Carlo Di Francesco, per il ballo Kledi Kadiu.
| PROVA    | SQUADRA DI STASH     | SQUADRA DI STASH                               | PUNTI                | PUNTI                | SQUADRA DI PAOLA     | SQUADRA DI PAOLA                               |
| -------- | -------------------- | ---------------------------------------------- | -------------------- | -------------------- | -------------------- | ---------------------------------------------- |
| I        | THE KOLORS           | Why don't you love me?                         | 1                    | 0                    | Paola                | Tutto il resto è noia                          |
| II       | Michele              | Comparata BALLO Rude                           | 0                    | 1                    | GIORGIO              | Comparata BALLO Rude                           |
| III      | Valentina            | Bella senz'anima                               | 0                    | 1                    | BRIGA                | (inedito)                                      |
| IV       | KLAUDIA              | Comparata BALLO Titanium                       | 1                    | 0                    | Vanessa              | Comparata BALLO Titanium                       |
| V        | The Kolors           | Everytime (inedito)                            | 0                    | 1                    | SILVIA               | Niente al mondo                                |
| VI       | FRANCESCO            | Comparata BALLO Waiting on the world to change | 1                    | 0                    | Cristian             | Comparata BALLO Waiting on the world to change |
| VII      | Gabriele             | Story of my life                               | 0                    | 1                    | FRANCESCA            | Rumor has it                                   |
| VIII     | KLAUDIA              | I'm an albatroz                                | 1                    | 0                    | Simone               | La mia città                                   |
| IX       | VALENTINA            | Sei bellissima                                 | 1                    | 0                    | Paola                | Rehab                                          |
| VITTORIA | SQUADRA DI STASH 5-4 | SQUADRA DI STASH 5-4                           | SQUADRA DI STASH 5-4 | SQUADRA DI STASH 5-4 | SQUADRA DI STASH 5-4 | SQUADRA DI STASH 5-4                           |
| VITTORIA | IN SFIDA: PAOLA      |                                                |                      |                      |                      |                                                |

Si sono svolti inoltre gli esami dei tre concorrenti nominati dagli stessi allievi per l'eliminazione: con l'unanimità di professori Luana lascia la scuola.
| Allieva | Giudizio Commissione | Giudizio Commissione | Giudizio Commissione | Giudizio Commissione | Esito     |
| Allieva | R. Zerbi             | G. Di Michele        | C. Di Francesco      | F. Sarcina           | Esito     |
| ------- | -------------------- | -------------------- | -------------------- | -------------------- | --------- |
| LUANA   |                      |                      |                      |                      | Eliminata |

#### Speciale del lunedì
Nello speciale di lunedì 26 gennaio continuano gli esami per l'eliminazione degli allievi indicati dai compagni: mentre Briga viene salvato da tutti i professori, Michele solo da Garrison. 
Si continua poi con gli esami di Giorgio e Francesca.
Legenda:
 SÌ 
 NO 
| Allievo/a | Esibizione            | Giudizio Commissione | Giudizio Commissione | Giudizio Commissione | Giudizio Commissione | Esito     | Note   |
| Allievo/a | Esibizione            | R. Zerbi             | G. Di Michele        | C. Di Francesco      | F. Sarcina           | Esito     | Note   |
| --------- | --------------------- | -------------------- | -------------------- | -------------------- | -------------------- | --------- | ------ |
| BRIGA     | Destinazione Paradiso |                      |                      |                      |                      | Salvato/a | [ 11 ] |
| FRANCESCA | Estate                |                      |                      |                      |                      | Salvato/a | [ 11 ] |
| Allievo   | Esibizione            | Giudizio Commissione | Giudizio Commissione | Giudizio Commissione | Giudizio Commissione | Esito     | Note   |
| Allievo   | Esibizione            | A. Celentano         | K. Kadiu             | V. Peparini          | Garrison             | Esito     | Note   |
| MICHELE   | -                     |                      |                      |                      |                      | Salvato   | -      |
| GIORGIO   | Resta                 |                      |                      |                      |                      | Salvato   | -      |

#### Daytime
Nel daytime di mercoledì 28 gennaio Silvia viene esaminata dai prof.
| Allieva | Esibizione | Giudizio Commissione | Giudizio Commissione | Giudizio Commissione | Giudizio Commissione | Esito   | Note  |
| Allieva | Esibizione | R. Zerbi             | G. Di Michele        | C. Di Francesco      | F. Sarcina           | Esito   | Note  |
| ------- | ---------- | -------------------- | -------------------- | -------------------- | -------------------- | ------- | ----- |
| SILVIA  | Skyfall    |                      |                      |                      |                      | Salvata | [ 9 ] |
| SILVIA  | Per te     |                      |                      |                      |                      | Salvata | [ 9 ] |
| SILVIA  | Demons     |                      |                      |                      |                      | Salvata | [ 9 ] |

### Settimana 8

#### 8ª puntata
Ospiti: Miguel Bosé, Natalia Titova
Durante la puntata di sabato 31 gennaio si è svolta la sfida di Paola, in quanto capitana della squadra perdente nella sfida a squadre del 24 gennaio. 
| PROVA                              | PAOLA             | GIULIA            |
| Commissario esterno: Daniele Menci |                   |                   |
| I                                  | Storia d'amore    | Tutt'al più       |
| II                                 | Take me to church | Because the night |
| VITTORIA                           | PAOLA             | GIULIA            |

Per la sfida a squadre, sono stati scelti come capitani delle due squadre Briga e Giorgio. A giudicare le sfide per il canto è Rudy Zerbi, per il ballo Garrison.
| PROVA    | SQUADRA DI BRIGA     | SQUADRA DI BRIGA                            | PUNTI                | PUNTI                | SQUADRA DI GIORGIO   | SQUADRA DI GIORGIO                          |
| -------- | -------------------- | ------------------------------------------- | -------------------- | -------------------- | -------------------- | ------------------------------------------- |
| I        | CRISTIAN             | Comparata BALLO Se sei come sei             | 1                    | 0                    | Giorgio              | Comparata BALLO Se sei come sei             |
| II       | Briga                | Esistendo (inedito)                         | 44%                  | 56%                  | LUCA                 | Dialogo (inedito)                           |
| III      | MICHELE              | Comparata BALLO Treasured Soul              | 1                    | 0                    | Giorgio              | Comparata BALLO Treasured Soul              |
| IV       | THE KOLORS           | Why don't you love me?                      | 1                    | 0                    | Francesca            | She said                                    |
| V        | Vanessa              | Comparata BALLO Physical                    | 0                    | 1                    | KLAUDIA              | Comparata BALLO Physical                    |
| VI       | Gabriele             | I believe I can fly                         | 0                    | 1                    | SILVIA               | Ain't no sunshine                           |
| VII      | CRISTIAN             | Comparata BALLO Impossible                  | 1                    | 0                    | Francesco            | Comparata BALLO Impossible                  |
| VIII     | BRIGA                | Comparata CANTO La nuova stella di Broadway | 1                    | 0                    | Luca                 | Comparata CANTO La nuova stella di Broadway |
| VITTORIA | SQUADRA DI BRIGA 5-3 | SQUADRA DI BRIGA 5-3                        | SQUADRA DI BRIGA 5-3 | SQUADRA DI BRIGA 5-3 | SQUADRA DI BRIGA 5-3 | SQUADRA DI BRIGA 5-3                        |
| VITTORIA | IN SFIDA: GIORGIO    |                                             |                      |                      |                      |                                             |

Si sono svolto inoltre gli esami dei tre concorrenti nominati dagli stessi allievi per l'eliminazione: Michele viene salvato da Garrison.
Legenda:
 SÌ 
 NO 

| Allievo | Giudizio Commissione | Giudizio Commissione | Giudizio Commissione | Giudizio Commissione | Esito   |
| Allievo | A. Celentano         | K. Kadiu             | V. Peparini          | Garrison             | Esito   |
| ------- | -------------------- | -------------------- | -------------------- | -------------------- | ------- |
| MICHELE |                      |                      |                      |                      | Salvato |

#### Speciale del lunedì
Nello speciale di lunedì 2 febbraio si prosegue gli esami per l'eliminazione di Esteban (la cui proposta viene ritirata dagli stessi allievi), Cristian e Gabriele, indicati dagli stessi compagni, e di Francesco e Luca, richiesti rispettivamente da Garrison e Rudy Zerbi.
Legenda:
 SÌ 
 NO 

| Allievo  | Giudizio Commissione | Giudizio Commissione | Giudizio Commissione | Giudizio Commissione | Esito   |
| Allievo  | A. Celentano         | K. Kadiu             | V. Peparini          | Garrison             | Esito   |
| -------- | -------------------- | -------------------- | -------------------- | -------------------- | ------- |
| CRISTIAN |                      |                      |                      |                      | Salvato |
| Allievo  | Giudizio Commissione | Giudizio Commissione | Giudizio Commissione | Giudizio Commissione | Esito   |
| Allievo  | R. Zerbi             | G. Di Michele        | C. Di Francesco      | F. Sarcina           | Esito   |
| GABRIELE |                      |                      |                      |                      | Salvato |

| Allievo   | Esibizione                           | Giudizio Commissione | Giudizio Commissione | Giudizio Commissione | Giudizio Commissione | Esito   | Note   |
| Allievo   | Esibizione                           | A. Celentano         | K. Kadiu             | V. Peparini          | Garrison             | Esito   | Note   |
| --------- | ------------------------------------ | -------------------- | -------------------- | -------------------- | -------------------- | ------- | ------ |
| FRANCESCO | Senza parole                         | N.D.                 | N.D.                 |                      |                      | Salvato | [ 12 ] |
| Allievo   | Esibizione                           | Giudizio Commissione | Giudizio Commissione | Giudizio Commissione | Giudizio Commissione | Esito   | Note   |
| Allievo   | Esibizione                           | R. Zerbi             | G. Di Michele        | C. Di Francesco      | F. Sarcina           | Esito   | Note   |
| LUCA      | Se è vero che ci sei (inedito)       |                      | N.D.                 | N.D.                 |                      | Salvato | [ 7 ]  |
| LUCA      | Dove arrivo metto un punto (inedito) |                      | N.D.                 | N.D.                 |                      | Salvato | [ 7 ]  |

#### Daytime
Nel daytime di martedì 3 febbraio si svolge l'esame di Simone, in quanto giudicato inschierabile.
| Allievo | Esito   |
| ------- | ------- |
| SIMONE  | Salvato |

Nel daytime di mercoledì 4 febbraio si svolge l'esame di Vanessa, in quanto giudicata inschierabile.
| Allieva | Esibizione | Esito    | Note   |
| ------- | ---------- | -------- | ------ |
| VANESSA | Earned it  | In sfida | [ 12 ] |

Nel daytime di venerdì 6 febbraio si svolge l'esame di sbarramento di Francesca.
Legenda:
 SÌ 
 NO 

| Allieva   | Esibizione   | Giudizio Commissione | Giudizio Commissione | Giudizio Commissione | Giudizio Commissione | Giudizio Commissione | Giudizio Commissione | Giudizio Commissione | Giudizio Commissione | Esito | Note   |
| Allieva   | Esibizione   | R. Zerbi             | G. Di Michele        | C. Di Francesco      | F. Sarcina           | A. Celentano         | K. Kadiu             | V. Peparini          | Garrison             | Esito | Note   |
| --------- | ------------ | -------------------- | -------------------- | -------------------- | -------------------- | -------------------- | -------------------- | -------------------- | -------------------- | ----- | ------ |
| FRANCESCA | A modo tuo   |                      |                      |                      |                      |                      |                      |                      |                      |       | [ 11 ] |
| FRANCESCA | Mercy        |                      |                      |                      |                      |                      |                      |                      |                      |       | [ 11 ] |
| FRANCESCA | E penso a te |                      |                      |                      |                      |                      |                      |                      |                      |       | [ 11 ] |
| FRANCESCA | Rumor has it |                      |                      |                      |                      |                      |                      |                      |                      |       | [ 11 ] |

### Settimana 9

#### 9ª puntata
Ospiti: Deborah Iurato
Durante la puntata di sabato 7 febbraio si è svolta la sfida di Vanessa richiesta dalla commissione ballo. 
| PROVA                              | VANESSA                            | SHAILA                             |
| Commissario esterno: Mauro Mosconi |                                    |                                    |
| I                                  | Comparata BALLO Trattengo il fiato | Comparata BALLO Trattengo il fiato |
| II                                 | Say something                      | Tore my heart                      |
| III                                | Improvvisazione Touch and go       | Improvvisazione Touch and go       |
| VITTORIA                           | SHAILA                             | VANESSA                            |

Per la sfida a squadre, sono stati scelti come capitani delle due squadre Mattia e Simone: il caposquadra vincitore ha la possibilità di presentarsi davanti alla commissione per l'esame di sbarramento. A giudicare le sfide per il canto è Francesco Sarcina, per il ballo Veronica Peparini.
| PROVA    | SQUADRA DI BRIGA                          | SQUADRA DI BRIGA        | PUNTI                 | PUNTI                 | SQUADRA DI SIMONE     | SQUADRA DI SIMONE       |
| -------- | ----------------------------------------- | ----------------------- | --------------------- | --------------------- | --------------------- | ----------------------- |
| I        | Briga                                     | L'amore è qua (inedito) | 0                     | 1                     | THE KOLORS            | Me minus you (inedito)  |
| II       | Cristian                                  | Till It's Gone          | 0                     | 1                     | KLAUDIA               | Elastic Heart           |
| III      | PAOLA                                     | My baby left me         | 1                     | 0                     | Silvia                | Io non ho paura         |
| IV       | CRISTIAN                                  | Comparata BALLO Incanto | 1                     | 0                     | Simone                | Comparata BALLO Incanto |
| V        | Luca                                      | The Scientist           | 0                     | 1                     | VALENTINA             | Solo per te             |
| VI       | Francesco                                 | Quel posto che non c'è  | 0                     | 1                     | KLAUDIA               | Young and beautiful     |
| VII      | Gabriele                                  | Sing                    | 0                     | 1                     | THE KOLORS            | The rhytm of the night  |
| VITTORIA | SQUADRA DI SIMONE 5-2                     | SQUADRA DI SIMONE 5-2   | SQUADRA DI SIMONE 5-2 | SQUADRA DI SIMONE 5-2 | SQUADRA DI SIMONE 5-2 | SQUADRA DI SIMONE 5-2   |
| VITTORIA | IN SFIDA: BRIGA                           |                         |                       |                       |                       |                         |
| VITTORIA | CANDIDATO PER L'ACCESSO AL SERALE: SIMONE |                         |                       |                       |                       |                         |

Si è svolta inoltre la sfida interna tra i ballerini Michele e Francesco stabilita dalla produzione.
| Allievo   | Prova                                             | Prova                           | Prova                     | Giudizio Commissione | Giudizio Commissione | Giudizio Commissione | Giudizio Commissione | Giudizio Commissione | Giudizio Commissione | Giudizio Commissione | Giudizio Commissione | Esito     |
| Allievo   | I                                                 | II                              | III                       | R. Zerbi             | G. Di Michele        | C. Di Francesco      | F. Sarcina           | A. Celentano         | K. Kadiu             | V. Peparini          | Garrison             | Esito     |
| --------- | ------------------------------------------------- | ------------------------------- | ------------------------- | -------------------- | -------------------- | -------------------- | -------------------- | -------------------- | -------------------- | -------------------- | -------------------- | --------- |
| MICHELE   | Comparata BALLO Il mio giorno più bello nel mondo | Comparata BALLO Living for love | Comparata BALLO Parachute |                      |                      |                      |                      |                      | N.D.                 |                      | N.D.                 | Salvato   |
| FRANCESCO | Comparata BALLO Il mio giorno più bello nel mondo | Comparata BALLO Living for love | Comparata BALLO Parachute |                      |                      |                      |                      |                      | N.D.                 |                      | N.D.                 | Eliminato |

#### Speciale del lunedì
Nello speciale di lunedì 9 febbraio si esibisce una ballerina di nome Virginia, che entra nella scuola presentata da Veronica Peparini.
| Allieva  | Esibizione | Esito            |
| -------- | ---------- | ---------------- |
| VIRGINIA | Libertango | Ottiene il banco |

Nella stessa puntata si svolge la sfida interna tra Luca e Gabriele stabilita dalla produzione.
| PROVA                                       | LUCA                         | GABRIELE                     |
| Professori non votanti: Di Francesco, Zerbi |                              |                              |
| I                                           | Comparata CANTO Oggi sono io | Comparata CANTO Oggi sono io |
| II                                          | Comparata CANTO Uptown funk  | Comparata CANTO Uptown funk  |
| III                                         | Dialogo (inedito)            | All of me                    |
| VITTORIA                                    | PAREGGIO 3 - 3               | PAREGGIO 3 - 3               |

#### Daytime
Nel daytime di mercoledì 11 febbraio si svolgono gli esami di Francesca ed Esteban, giudicati inschierabili.
Legenda:
 SÌ 
 NO 

| Allieva   | Esito   |
| --------- | ------- |
| FRANCESCA | Salvata |

| Allievo | Esibizione                 | Giudizio Commissione | Giudizio Commissione | Giudizio Commissione | Giudizio Commissione | Esito   | Note  |
| Allievo | Esibizione                 | R. Zerbi             | G. Di Michele        | C. Di Francesco      | F. Sarcina           | Esito   | Note  |
| ------- | -------------------------- | -------------------- | -------------------- | -------------------- | -------------------- | ------- | ----- |
| ESTEBAN | Per te                     |                      |                      | N.D.                 |                      | Salvato | [ 9 ] |
| ESTEBAN | When a man loves a woman   |                      |                      | N.D.                 |                      | Salvato | [ 9 ] |
| ESTEBAN | A chi mi dice              | [ 11 ]               |                      | N.D.                 |                      | Salvato |       |
| ESTEBAN | The man who can't be moved | [ 11 ]               |                      | N.D.                 |                      | Salvato |       |

Nel daytime di giovedì 12 febbraio si svolge la sfida di Briga, in quanto capitano della squadra perdente nella sfida a squadre del 7 febbraio.
| PROVA                             | BRIGA                       | ALESSANDRO            |
| Commissario esterno: Claudio Buja |                             |                       |
| I                                 | Esistendo (inedito)         | Lullaby               |
| II                                | La nuova stella di Broadway | Meravigliosa creatura |
| VITTORIA                          | BRIGA                       | ALESSANDRO            |

### Settimana 10

#### 10ª puntata
Ospiti: Luca Argentero, Edoardo Leo e Claudio Amendola
Durante la puntata di sabato 14 febbraio si è svolta la sfida di Giorgio, in quanto capitano della squadra perdente nella sfida a squadre del 31 gennaio.
| PROVA                           | GIORGIO                    | ARTHUR                     |
| Commissario esterno: Emanuel Lo |                            |                            |
| I                               | Comparata BALLO Chandelier | Comparata BALLO Chandelier |
| II                              | Battle                     | Battle                     |
| VITTORIA                        | GIORGIO                    | ARTHUR                     |

Nella stessa puntata si sono svolte le sfide interne per l'accesso al serale richieste da Luca e Michele.
- Luca sceglie come sfidanti Esteban, Gabriele e Briga, proponendo Esteban a rischio eliminazione in caso di vittoria.

| Commissario esterno: Fabrizio Moro | Commissario esterno: Fabrizio Moro | Commissario esterno: Fabrizio Moro |
| ---------------------------------- | ---------------------------------- | ---------------------------------- |
| PROVA                              | LUCA                               | ESTEBAN E                          |
| I                                  | New shoes                          | The show must go on                |
| VITTORIA                           | LUCA                               | LUCA                               |
|                                    |                                    |                                    |
| PROVA                              | LUCA                               | GABRIELE                           |
| I                                  | Ti è mai capitato (inedito)        | I believe I can fly                |
| VITTORIA                           | LUCA                               | LUCA                               |
|                                    |                                    |                                    |
| PROVA                              | LUCA                               | BRIGA                              |
| I                                  | Dialogo (inedito)                  | Sei di mattina (inedito)           |
| VITTORIA                           | LUCA                               | LUCA                               |

Luca, avendo vinto tutte e tre le sfide contro Esteban, Gabriele e Briga, accede direttamente al serale: Esteban, candidato all'eliminazione da Luca, viene sottoposto al giudizio della commissione.
Legenda:
 SÌ
 NO
| Allievo | Esibizione | Giudizio Commissione | Giudizio Commissione | Giudizio Commissione | Giudizio Commissione | Esito     | Note  |
| Allievo | Esibizione | R. Zerbi             | G. Di Michele        | C. Di Francesco      | F. Sarcina           | Esito     | Note  |
| ------- | ---------- | -------------------- | -------------------- | -------------------- | -------------------- | --------- | ----- |
| ESTEBAN | Bailando   |                      |                      |                      |                      | Eliminato | [ 9 ] |

- Michele sceglie come sfidanti Virginia, Simone e Giorgio, proponendo Simone a rischio eliminazione in caso di vittoria.

| Commissario esterno: Francesca Bernabini | Commissario esterno: Francesca Bernabini                        | Commissario esterno: Francesca Bernabini                        |
| ---------------------------------------- | --------------------------------------------------------------- | --------------------------------------------------------------- |
| PROVA                                    | MICHELE                                                         | VIRGINIA                                                        |
| I                                        | Comparata BALLO A Little Party Never Killed Nobody (All We Got) | Comparata BALLO A Little Party Never Killed Nobody (All We Got) |
| VITTORIA                                 | MICHELE                                                         | MICHELE                                                         |
|                                          |                                                                 |                                                                 |
| PROVA                                    | MICHELE                                                         | SIMONE E                                                        |
| I                                        | Comparata BALLO Living for love                                 | Comparata BALLO Living for love                                 |
| VITTORIA                                 | MICHELE                                                         | MICHELE                                                         |
|                                          |                                                                 |                                                                 |
| PROVA                                    | MICHELE                                                         | GIORGIO                                                         |
| I                                        | Comparata BALLO Il mio giorno più bello nel mondo               | Comparata BALLO Il mio giorno più bello nel mondo               |
| VITTORIA                                 | GIORGIO                                                         | GIORGIO                                                         |

Michele perde l'ultima sfida contro Giorgio e dunque per ora non accede al serale: Simone, candidato all'eliminazione da Michele, è automaticamente salvo.

Nella stessa puntata si è svolto anche l'esame di sbarramento di Simone.
Legenda:
 SÌ
 NO
| Allievo | Esibizione      | Giudizio Commissione | Giudizio Commissione | Giudizio Commissione | Giudizio Commissione | Giudizio Commissione | Giudizio Commissione | Giudizio Commissione | Giudizio Commissione | Esito | Note   |
| Allievo | Esibizione      | R. Zerbi             | G. Di Michele        | C. Di Francesco      | F. Sarcina           | A. Celentano         | K. Kadiu             | V. Peparini          | Garrison             | Esito | Note   |
| ------- | --------------- | -------------------- | -------------------- | -------------------- | -------------------- | -------------------- | -------------------- | -------------------- | -------------------- | ----- | ------ |
| SIMONE  | One day         |                      |                      |                      |                      |                      | N.D.                 | N.D.                 | N.D.                 |       | [ 18 ] |
| SIMONE  | The brotherhood | [ 6 ]                |                      |                      |                      |                      | N.D.                 | N.D.                 | N.D.                 |       |        |

#### Speciale del lunedì
Durante lo speciale di lunedì 16 febbraio si è svolta la sfida a squadre: i capitani delle due squadre sono stati Klaudia e il frontman dei The Kolors, Stash. A giudicare le sfide per il canto è Rudy Zerbi, per il ballo Alessandra Celentano.
| PROVA    | SQUADRA DI STASH                           | SQUADRA DI STASH            | PUNTI                  | PUNTI                  | SQUADRA DI KLAUDIA     | SQUADRA DI KLAUDIA          |
| -------- | ------------------------------------------ | --------------------------- | ---------------------- | ---------------------- | ---------------------- | --------------------------- |
| I        | Shaila                                     | Comparata BALLO Booty       | 0                      | 1                      | KLAUDIA                | Comparata BALLO Booty       |
| II       | The Kolors                                 | My queen (inedito)          | 0                      | 1                      | PAOLA                  | I can't stand the rain      |
| III      | GIORGIO                                    | Fixe                        | 1                      | 0                      | Virginia               | La Finestra di Fronte       |
| IV       | Gabriele                                   | Open Arms                   | 0                      | 1                      | BRIGA                  | Esistendo (inedito)         |
| V        | Giorgio                                    | Comparata BALLO L'immensità | 0                      | 1                      | CRISTIAN               | Comparata BALLO L'immensità |
| VI       | THE KOLORS                                 | Chandelier                  | 1                      | 0                      | Briga                  | Destinazione paradiso       |
| VII      | Simone                                     | Le tasche piene di sassi    | 0                      | 1                      | KLAUDIA                | Vedrai com'è                |
| VITTORIA | SQUADRA DI KLAUDIA 5-2                     | SQUADRA DI KLAUDIA 5-2      | SQUADRA DI KLAUDIA 5-2 | SQUADRA DI KLAUDIA 5-2 | SQUADRA DI KLAUDIA 5-2 | SQUADRA DI KLAUDIA 5-2      |
| VITTORIA | IN SFIDA: THE KOLORS                       |                             |                        |                        |                        |                             |
| VITTORIA | CANDIDATA PER L'ACCESSO AL SERALE: KLAUDIA |                             |                        |                        |                        |                             |

A seguito della vittoria della sua squadra Klaudia ha la possibilità di essere esaminata dalla commissione, che le dà il semaforo verde per l'accesso al serale.
Legenda:
 SÌ
 NO
| Allieva | Esibizione       | Giudizio Commissione | Giudizio Commissione | Giudizio Commissione | Giudizio Commissione | Giudizio Commissione | Giudizio Commissione | Giudizio Commissione | Giudizio Commissione | Esito | Note   |
| Allieva | Esibizione       | R. Zerbi             | G. Di Michele        | C. Di Francesco      | F. Sarcina           | A. Celentano         | K. Kadiu             | V. Peparini          | Garrison             | Esito | Note   |
| ------- | ---------------- | -------------------- | -------------------- | -------------------- | -------------------- | -------------------- | -------------------- | -------------------- | -------------------- | ----- | ------ |
| KLAUDIA | Que hiciste      |                      |                      |                      |                      |                      |                      |                      |                      | [ 1 ] | [ 18 ] |
| KLAUDIA | I'm an albatraoz | [ 19 ]               |                      |                      |                      |                      |                      |                      |                      | [ 1 ] |        |
| KLAUDIA | Physical         | [ 12 ]               |                      |                      |                      |                      |                      |                      |                      | [ 1 ] |        |

I The Kolors, poiché Stash è il capitano della squadra perdente, invece vanno in sfida.
| PROVA                              | THE KOLORS                      | DAVIDE           |
| Commissario esterno: Klaus Bonoldi |                                 |                  |
| I                                  | Why don't you love me (inedito) | Drops of Jupiter |
| II                                 | Keep you smiling (inedito)      | Così celeste     |
| III                                | Everytime (inedito)             | Come together    |
| VITTORIA                           | THE KOLORS                      | DAVIDE           |

#### Daytime
Nel daytime di mercoledì 18 febbraio si esibisce un ballerino di nome Mattia, che entra nella scuola presentato da Veronica Peparini.
| Allievo | Esibizione | Esito            |
| ------- | ---------- | ---------------- |
| MATTIA  | 7/11       | Ottiene il banco |

Nel daytime di venerdì 20 febbraio si esibisce una cantante di nome Alice; parallelamente Gabriele abbandona la scuola per motivi personali.
| Allievo/a | Esito            |
| --------- | ---------------- |
| ALICE     | Ottiene il banco |
| GABRIELE  | Ritirato         |

### Settimana 11

#### 11ª puntata
Ospiti: Annalisa
Nella puntata di sabato 21 febbraio si sono svolte le sfide interne per l'accesso al serale richieste nuovamente da Michele, che sceglie come sfidanti Simone, Virginia e Shaila, proponendo Simone a rischio eliminazione in caso di vittoria.
| Commissario esterno: Mauro Mosconi | Commissario esterno: Mauro Mosconi | Commissario esterno: Mauro Mosconi |
| ---------------------------------- | ---------------------------------- | ---------------------------------- |
| PROVA                              | MICHELE                            | SIMONE E                           |
| I                                  | Comparata BALLO Bailando           | Comparata BALLO Bailando           |
| VITTORIA                           | MICHELE                            | MICHELE                            |
|                                    |                                    |                                    |
| PROVA                              | MICHELE                            | VIRGINIA                           |
| I                                  | Dancing with myself                | Libertango                         |
| VITTORIA                           | VIRGINIA                           | VIRGINIA                           |

Michele perde la seconda sfida contro Virginia e dunque per ora non accede al serale: Simone, candidato all'eliminazione da Michele, è automaticamente salvo.
Nella stessa puntata vengono presentate Emma ed Elisa come direttrici artistiche rispettivamente delle squadre bianca e blu per il serale: prendono quindi avvio le audizioni degli allievi.
Legenda:
 SÌ 
 NO 

| Allievo/a | Esibizione             | Emma | Elisa | Esito                | Note   |
| --------- | ---------------------- | ---- | ----- | -------------------- | ------ |
| PAOLA     | Take me to church      |      |       | Non accede al serale | [ 20 ] |
| PAOLA     | Hide and seek          |      |       | Non accede al serale | [ 20 ] |
| PAOLA     | E penso a te           |      |       | Non accede al serale | [ 20 ] |
| KLAUDIA   | What kind of man       |      |       | Accede al serale     | [ 21 ] |
| KLAUDIA   | Breathe me             |      |       | Accede al serale     | [ 21 ] |
| KLAUDIA   | Boom clap              |      |       | Accede al serale     | [ 21 ] |
| LUCA      | E intanto (inedito)    |      |       | Non scelto           | [ 20 ] |
| LUCA      | You've got a friend    |      |       | Non scelto           | [ 20 ] |
| LUCA      | Thinking out loud      |      |       | Non scelto           | [ 20 ] |
| GIORGIO   | Nothing really matters |      |       | Accede al serale     | [ 21 ] |
| GIORGIO   | Dangerous              |      |       | Accede al serale     | [ 21 ] |
| GIORGIO   | The disciple           |      |       | Accede al serale     | [ 21 ] |

#### Daytime
Nel daytime di lunedì 23 febbraio si svolge la sfida a squadre: i capitani delle due squadre sono stati Briga e Silvia. A giudicare le sfide per il canto è Carlo Di Francesco, per il ballo Kledi Kadiu.
| PROVA    | SQUADRA DI BRIGA                         | SQUADRA DI BRIGA                | PUNTI                | PUNTI                | SQUADRA DI SILVIA    | SQUADRA DI SILVIA               |
| -------- | ---------------------------------------- | ------------------------------- | -------------------- | -------------------- | -------------------- | ------------------------------- |
| I        | BRIGA                                    | Le stesse molecole (inedito)    | 1                    | 0                    | The Kolors           | A me me piace 'o blues          |
| II       | CRISTIAN                                 | Comparata BALLO Cinema Paradiso | 1                    | 0                    | Simone               | Comparata BALLO Cinema Paradiso |
| III      | Davide                                   | Broken Strings                  | 0                    | 1                    | SILVIA               | Ogni tanto                      |
| IV       | VIRGINIA                                 | Ain't that a kick in the head   | 1                    | 0                    | Shaila               | Break Free                      |
| VITTORIA | SQUADRA DI BRIGA 3-1                     | SQUADRA DI BRIGA 3-1            | SQUADRA DI BRIGA 3-1 | SQUADRA DI BRIGA 3-1 | SQUADRA DI BRIGA 3-1 | SQUADRA DI BRIGA 3-1            |
| VITTORIA | A RISCHIO ELIMINAZIONE: SILVIA           |                                 |                      |                      |                      |                                 |
| VITTORIA | CANDIDATO PER L'ACCESSO AL SERALE: BRIGA |                                 |                      |                      |                      |                                 |

Nel daytime di martedì 24 febbraio avviene l'esame di Silvia, in quanto capitana della squadra perdente.
Legenda:
 SÌ 
 NO 
| Allieva | Esibizione        | Giudizio Commissione | Giudizio Commissione | Giudizio Commissione | Giudizio Commissione | Esito   | Note  |
| Allieva | Esibizione        | R. Zerbi             | G. Di Michele        | C. Di Francesco      | F. Sarcina           | Esito   | Note  |
| ------- | ----------------- | -------------------- | -------------------- | -------------------- | -------------------- | ------- | ----- |
| SILVIA  | Ain't no sunshine |                      |                      |                      |                      | Salvata | [ 7 ] |
| SILVIA  | Bette Davis eyes  | [ 11 ]               |                      |                      |                      | Salvata |       |

Nel daytime di giovedì 26 febbraio si sono svolte le sfide interne per l'accesso al serale richieste da Silvia, che sceglie come sfidanti Francesca, Alice e Valentina, proponendo Alice a rischio eliminazione in caso di vittoria.
| Commissario esterno: Luca Dondoni | Commissario esterno: Luca Dondoni | Commissario esterno: Luca Dondoni |
| --------------------------------- | --------------------------------- | --------------------------------- |
| PROVA                             | SILVIA                            | FRANCESCA                         |
| I                                 | Ain't no sunshine                 | Mercy                             |
| VITTORIA                          | SILVIA                            | SILVIA                            |
|                                   |                                   |                                   |
| PROVA                             | SILVIA                            | ALICE E                           |
| I                                 | Caruso                            | Hurt                              |
| VITTORIA                          | SILVIA                            | SILVIA                            |
|                                   |                                   |                                   |
| PROVA                             | SILVIA                            | VALENTINA                         |
| I                                 | Sally                             | Quando finisce un amore           |
| VITTORIA                          | VALENTINA                         | VALENTINA                         |

Silvia perde la terza sfida contro Valentina e dunque per ora non accede al serale: Alice, candidata all'eliminazione da Silvia, è automaticamente salva.
Nel daytime di venerdì 27 febbraio si sono svolte le sfide interne per l'accesso al serale richieste da Francesca, che sceglie come sfidanti Silvia, Davide e Valentina, proponendo Valentina a rischio eliminazione in caso di vittoria.
| Commissario esterno: Paolo Giordano | Commissario esterno: Paolo Giordano | Commissario esterno: Paolo Giordano |
| ----------------------------------- | ----------------------------------- | ----------------------------------- |
| PROVA                               | FRANCESCA                           | SILVIA                              |
| I                                   | I giardini di marzo                 | Bella senz'anima                    |
| VITTORIA                            | FRANCESCA                           | FRANCESCA                           |
|                                     |                                     |                                     |
| PROVA                               | FRANCESCA                           | DAVIDE                              |
| I                                   | Wake me up                          | Drops of Jupiter                    |
| VITTORIA                            | DAVIDE                              | DAVIDE                              |

Francesca perde la seconda sfida contro Davide e dunque per ora non accede al serale: Valentina, candidata all'eliminazione da Francesca, è automaticamente salva.

### Settimana 12

#### 12ª puntata
Ospiti: Nek
Nella puntata di sabato 28 febbraio si sono svolte le sfide interne per l'accesso al serale richieste nuovamente da Simone, che sceglie come sfidanti Shaila, Michele e Mattia, proponendo Michele a rischio eliminazione in caso di vittoria.
| Commissario esterno: Luciano Cannito | Commissario esterno: Luciano Cannito | Commissario esterno: Luciano Cannito            |
| ------------------------------------ | ------------------------------------ | ----------------------------------------------- |
| PROVA                                | SIMONE                               | SHAILA                                          |
| I                                    | The hanging tree                     | Adagio                                          |
| VITTORIA                             | SIMONE                               | SIMONE                                          |
|                                      |                                      |                                                 |
| PROVA                                | SIMONE                               | MICHELE E                                       |
| I                                    | La mia città                         | A Little Party Never Killed Nobody (All We Got) |
| VITTORIA                             | MICHELE E                            | MICHELE E                                       |

Simone perde la seconda sfida contro Michele e dunque per ora non accede al serale: quest'ultimo, candidato all'eliminazione da Simone, è automaticamente salvo.
Nella stessa puntata proseguono le audizioni dei concorrenti non ancora al serale davanti ad Emma ed Elisa.
Legenda:
 SÌ 
 NO 

| Allievo/a  | Esibizione                      | Emma   | Elisa                      | Esito                      | Note   |
| ---------- | ------------------------------- | ------ | -------------------------- | -------------------------- | ------ |
| GIORGIO    | Centuries                       | -      | -                          | Entra nella Squadra Blu    | -      |
| LUCA       | The blower's daughter           |        |                            | Entra nella Squadra Blu    | [ 20 ] |
| LUCA       | Ti è mai capitato (inedito)     | [ 21 ] |                            | Entra nella Squadra Blu    |        |
| KLAUDIA    | Historia de un amor             | -      | -                          | Entra nella Squadra Bianca | -      |
| THE KOLORS | A me me piace 'o blues          |        |                            | Accedono al serale         | [ 21 ] |
| THE KOLORS | My queen (inedito)              | [ 20 ] |                            | Accedono al serale         |        |
| THE KOLORS | Me minus you (inedito)          | [ 20 ] |                            | Accedono al serale         |        |
| THE KOLORS | Why don't you love me (inedito) | [ 21 ] |                            | Accedono al serale         |        |
| THE KOLORS | Everytime (inedito)             | [ 20 ] |                            | Accedono al serale         |        |
| CRISTIAN   | Mai e per sempre                |        |                            | Non accede al serale       | [ 21 ] |
| VALENTINA  | In ogni cosa (inedito)          |        | Entra nella Squadra Bianca |                            | [ 21 ] |
| VALENTINA  | Stay                            | [ 20 ] | Entra nella Squadra Bianca |                            |        |
| VALENTINA  | I will always love you          | [ 21 ] | Entra nella Squadra Bianca |                            |        |
| BRIGA      | L'amore è qua (inedito)         |        | Non accede al serale       | [ 21 ] [ 22 ]              |        |
| BRIGA      | Le stesse molecole (inedito)    | [ 20 ] | Non accede al serale       |                            |        |

Infine, si svolge l'esame di sbarramento di Briga, in quanto capitano della squadra vincente nella sfida a squadre del 23 febbraio.
Legenda:
 SÌ 
 NO 

| Allievo | Giudizio Commissione | Giudizio Commissione | Giudizio Commissione | Giudizio Commissione | Giudizio Commissione | Giudizio Commissione | Giudizio Commissione | Giudizio Commissione | Esito |
| Allievo | R. Zerbi             | G. Di Michele        | C. Di Francesco      | F. Sarcina           | A. Celentano         | K. Kadiu             | V. Peparini          | Garrison             | Esito |
| ------- | -------------------- | -------------------- | -------------------- | -------------------- | -------------------- | -------------------- | -------------------- | -------------------- | ----- |
| BRIGA   |                      |                      |                      |                      | N.D.                 | N.D.                 | N.D.                 | N.D.                 |       |

#### Daytime
Nel daytime di lunedì 2 marzo si svolge la sfida a squadre: i capitani delle due squadre sono stati Davide e Francesca. A giudicare le sfide per il canto è Rudy Zerbi, per il ballo Kledi Kadiu.
| PROVA    | SQUADRA DI DAVIDE                         | SQUADRA DI DAVIDE                   | PUNTI                 | PUNTI                 | SQUADRA DI FRANCESCA  | SQUADRA DI FRANCESCA                     |
| -------- | ----------------------------------------- | ----------------------------------- | --------------------- | --------------------- | --------------------- | ---------------------------------------- |
| I        | VIRGINIA                                  | Comparata BALLO The Big Sleep       | 1                     | 0                     | Shaila                | Comparata BALLO The Big Sleep            |
| II       | DAVIDE                                    | Nuvole e lenzuola                   | 1                     | 0                     | Briga                 | Tu (Malinconia Della Partenza) (inedito) |
| III      | Simone                                    | Comparata BALLO Void                | 0                     | 1                     | MICHELE               | Comparata BALLO Void                     |
| IV       | DAVIDE                                    | Chariot                             | 1                     | 0                     | Francesca             | Elastic Heart                            |
| V        | SIMONE                                    | Comparata BALLO Hold Back The River | 1                     | 0                     | Cristian              | Comparata BALLO Hold Back The River      |
| VI       | Alice                                     | E la luna bussò                     | 0                     | 1                     | PAOLA                 | Sweet Dreams                             |
| VII      | Mattia                                    | Time Of Our Lives                   | 0                     | 1                     | CRISTIAN              | Up                                       |
| VIII     | Silvia                                    | Feeling good                        | 0                     | 1                     | FRANCESCA             | Nothing compares to you                  |
| IX       | SIMONE                                    | Read All About It                   | 1                     | 0                     | Shaila                | Love me like you do                      |
| VITTORIA | SQUADRA DI DAVIDE 5-4                     | SQUADRA DI DAVIDE 5-4               | SQUADRA DI DAVIDE 5-4 | SQUADRA DI DAVIDE 5-4 | SQUADRA DI DAVIDE 5-4 | SQUADRA DI DAVIDE 5-4                    |
| VITTORIA | A RISCHIO ELIMINAZIONE: FRANCESCA         |                                     |                       |                       |                       |                                          |
| VITTORIA | CANDIDATO PER L'ACCESSO AL SERALE: DAVIDE |                                     |                       |                       |                       |                                          |

Nel daytime di mercoledì 4 marzo si tiene l'esame di sbarramento di Davide.
Legenda:
 SÌ 
 NO 

| Allievo | Esibizione       | Giudizio Commissione | Giudizio Commissione | Giudizio Commissione | Giudizio Commissione | Giudizio Commissione | Giudizio Commissione | Giudizio Commissione | Giudizio Commissione | Esito | Note   |
| Allievo | Esibizione       | R. Zerbi             | G. Di Michele        | C. Di Francesco      | F. Sarcina           | A. Celentano         | K. Kadiu             | V. Peparini          | Garrison             | Esito | Note   |
| ------- | ---------------- | -------------------- | -------------------- | -------------------- | -------------------- | -------------------- | -------------------- | -------------------- | -------------------- | ----- | ------ |
| DAVIDE  | Chariot          |                      |                      | N.D.                 | N.D.                 | N.D.                 | N.D.                 | N.D.                 | N.D.                 |       | [ 11 ] |
| DAVIDE  | Drops of Jupiter | [ 8 ]                |                      | N.D.                 | N.D.                 | N.D.                 | N.D.                 | N.D.                 | N.D.                 |       |        |

### Settimana 13

#### 13ª puntata
Ospiti: Mauro Coruzzi
Nella puntata di sabato 7 marzo si sono svolte le sfide interne per l'accesso al serale richieste nuovamente da Simone, che sceglie come sfidanti Virginia, Shaila e Mattia, proponendo Shaila a rischio eliminazione in caso di vittoria.
| Commissario esterno: Roberto Fascilla | Commissario esterno: Roberto Fascilla | Commissario esterno: Roberto Fascilla |
| ------------------------------------- | ------------------------------------- | ------------------------------------- |
| PROVA                                 | SIMONE                                | VIRGINIA                              |
| I                                     | Phantom Witness                       | 4x4                                   |
| VITTORIA                              | SIMONE                                | SIMONE                                |
|                                       |                                       |                                       |
| PROVA                                 | SIMONE                                | SHAILA E                              |
| I                                     | L'amore comporta                      | Break free                            |
| VITTORIA                              | SHAILA E                              | SHAILA E                              |

Simone perde la seconda sfida contro Shaila e dunque per ora non accede al serale: quest'ultima, candidata all'eliminazione da Simone, è automaticamente salva.
Nella stessa puntata proseguono le audizioni degli allievi non ancora al serale davanti ad Emma ed Elisa.
Legenda:
 SÌ 
 NO 

| Allievo/a  | Esibizione                              | Emma                 | Elisa  | Esito                     | Note          |
| ---------- | --------------------------------------- | -------------------- | ------ | ------------------------- | ------------- |
| THE KOLORS | Love (inedito)                          | -                    | -      | Entrano nella Squadra Blu | -             |
| CRISTIAN   | L'amore è una cosa semplice             |                      |        | Accede al serale          | [ 21 ]        |
| CRISTIAN   | Shut up and dance                       |                      |        | Accede al serale          | [ 21 ]        |
| CRISTIAN   | L'immensità                             |                      |        | Accede al serale          | [ 21 ]        |
| CRISTIAN   | Heartbeat                               |                      |        | Accede al serale          | [ 21 ]        |
| CRISTIAN   | I cerchi negli alberi                   |                      |        | Accede al serale          | [ 21 ]        |
| MATTIA     | BATTLE La La La / Talk Dirty / Anaconda |                      |        | Non accede al serale      | [ 21 ]        |
| GIORGIO    | BATTLE La La La / Talk Dirty / Anaconda | Squadra Blu          |        |                           | [ 21 ]        |
| SHAILA     | Comparata BALLO Paradise                | Non accede al serale | [ 20 ] |                           |               |
| VIRGINIA   | Comparata BALLO Paradise                | Non accede al serale | [ 20 ] |                           |               |
| SILVIA     | Comparata CANTO Calling you             | Non accede al serale | [ 21 ] |                           |               |
| DAVIDE     | Comparata CANTO Calling you             | Non accede al serale | [ 21 ] |                           |               |
| DAVIDE     | Guerriero                               | Non accede al serale | [ 21 ] |                           |               |
| MICHELE    | Real love                               | Non accede al serale | [ 20 ] |                           |               |
| BRIGA      | Sei di mattina (inedito)                |                      |        | Accede al serale          | [ 21 ] [ 23 ] |
| BRIGA      | Incantevole                             |                      |        | Accede al serale          | [ 21 ] [ 23 ] |

#### Daytime
Nel daytime di lunedì 9 marzo si svolge la sfida a squadre: i capitani delle due squadre sono stati Alice e Michele. A giudicare le sfide per il canto è Grazia Di Michele, per il ballo Alessandra Celentano.
| PROVA    | SQUADRA DI ALICE                         | SQUADRA DI ALICE     | PUNTI                | PUNTI                | SQUADRA DI MICHELE   | SQUADRA DI MICHELE                    |
| -------- | ---------------------------------------- | -------------------- | -------------------- | -------------------- | -------------------- | ------------------------------------- |
| I        | Davide                                   | Crazy                | 0                    | 1                    | PAOLA                | Lips Are Movin                        |
| II       | VIRGINIA                                 | L'amore altrove      | 1                    | 0                    | Shaila               | In your eyes                          |
| III      | Alice                                    | Ma che freddo fa     | 0                    | 1                    | SILVIA               | Because the Night                     |
| IV       | Simone                                   | Alan Turing          | 0                    | 1                    | MATTIA               | Ramalama (Bang Bang)                  |
| V        | ALICE                                    | Back to black        | 1                    | 0                    | Paola                | The power of love                     |
| VI       | VIRGINIA                                 | Concerto No. 1, Bach | 1                    | 0                    | Mattia               | Papers                                |
| VII      | Alice                                    | Video Games          | 0                    | 1                    | SILVIA               | Prima di partire per un lungo viaggio |
| VIII     | SIMONE                                   | For the first time   | 1                    | 0                    | Shaila               | Bang Bang                             |
| IX       | DAVIDE                                   | Guerriero            | 1                    | 0                    | Paola                | Try                                   |
| VITTORIA | SQUADRA DI ALICE 5-4                     | SQUADRA DI ALICE 5-4 | SQUADRA DI ALICE 5-4 | SQUADRA DI ALICE 5-4 | SQUADRA DI ALICE 5-4 | SQUADRA DI ALICE 5-4                  |
| VITTORIA | A RISCHIO ELIMINAZIONE: MICHELE          |                      |                      |                      |                      |                                       |
| VITTORIA | CANDIDATA PER L'ACCESSO AL SERALE: ALICE |                      |                      |                      |                      |                                       |

Nel daytime di mercoledì 11 marzo si tiene l'esame di Michele, in quanto capitano della squadra perdente nella sfida settimanale.
Legenda:
 SÌ
 NO
| Allievo | Esibizione           | Giudizio Commissione | Giudizio Commissione | Giudizio Commissione | Giudizio Commissione | Esito   | Note   |
| Allievo | Esibizione           | A. Celentano         | K. Kadiu             | V. Peparini          | Garrison             | Esito   | Note   |
| ------- | -------------------- | -------------------- | -------------------- | -------------------- | -------------------- | ------- | ------ |
| MICHELE | Un attimo importante |                      |                      |                      |                      | Salvato | [ 19 ] |

### Settimana 14

#### 14ª puntata
Ospiti: Dear Jack, Francesco Renga
Nella puntata di sabato 14 marzo si sono svolte le sfide interne per l'accesso al serale richieste da Shaila, che sceglie come sfidanti Simone, Virginia e Mattia, proponendo Simone a rischio eliminazione in caso di vittoria.
| Commissario esterno: Stéphane Fournial | Commissario esterno: Stéphane Fournial | Commissario esterno: Stéphane Fournial |
| -------------------------------------- | -------------------------------------- | -------------------------------------- |
| PROVA                                  | SHAILA                                 | SIMONE E                               |
| I                                      | Cola song                              | Living for love                        |
| VITTORIA                               | SIMONE                                 | SIMONE                                 |

Shaila perde la prima sfida contro Simone e dunque per ora non accede al serale: quest'ultimo, candidato all'eliminazione da Shaila, è automaticamente salvo.
Nella stessa puntata avviene l'esame di Francesca, in quanto capitana della squadra perdente nella sfida di lunedì 2 marzo.
Legenda:
 SÌ 
 NO 

| Allieva   | Esibizione                                    | Giudizio Commissione | Giudizio Commissione | Giudizio Commissione | Giudizio Commissione | Esito     | Note   |
| Allieva   | Esibizione                                    | R. Zerbi             | G. Di Michele        | C. Di Francesco      | F. Sarcina           | Esito     | Note   |
| --------- | --------------------------------------------- | -------------------- | -------------------- | -------------------- | -------------------- | --------- | ------ |
| FRANCESCA | Comparata CANTO vs Davide La nostra relazione |                      |                      |                      |                      | Eliminata | [ 21 ] |
| FRANCESCA | Comparata CANTO vs Luca Ain't no sunshine     | [ 20 ]               |                      |                      |                      | Eliminata |        |

Legenda:
 SÌ 
 NO 

| Allievo/a  | Esibizione                        | Emma   | Elisa | Esito                      | Note   | Note |
| ---------- | --------------------------------- | ------ | ----- | -------------------------- | ------ | ---- |
| KLAUDIA    | Belief in me                      | -      | -     | Squadra Bianca             | -      | -    |
| GIORGIO    | I see fire                        | -      | -     | Squadra Blu                | -      | -    |
| BRIGA      | In rotta per perdere te (inedito) | -      | -     | Entra nella Squadra Bianca | -      | -    |
| CRISTIAN   | Un amore così grande              | -      | -     | Entra nella Squadra Bianca | -      | -    |
| THE KOLORS | Why don't you love me (inedito)   | -      | -     | Squadra Blu                | -      | -    |
| DAVIDE     | Chariot                           |        |       | Entra nella Squadra Bianca | [ 21 ] | -    |
| DAVIDE     | Goodbye Philadelphia              | [ 22 ] |       | Entra nella Squadra Bianca | [ 21 ] |      |
| DAVIDE     | Drops of Jupiter                  | -      |       | Entra nella Squadra Bianca | [ 21 ] |      |
| DAVIDE     | Nuvole e lenzuola                 | [ 24 ] |       | Entra nella Squadra Bianca | [ 21 ] |      |
| DAVIDE     | Lay me down                       | -      |       | Entra nella Squadra Bianca | [ 21 ] |      |

#### Daytime
Nel daytime di lunedì 16 marzo si svolge la sfida a squadre: i capitani delle due squadre sono stati Virginia e Simone. A giudicare le sfide per il canto è Carlo Di Francesco, per il ballo Veronica Peparini.
| PROVA    | SQUADRA DI VIRGINIA                         | SQUADRA DI VIRGINIA                       | PUNTI                   | PUNTI                   | SQUADRA DI SIMONE       | SQUADRA DI SIMONE       |
| -------- | ------------------------------------------- | ----------------------------------------- | ----------------------- | ----------------------- | ----------------------- | ----------------------- |
| I        | VIRGINIA                                    | Sono sempre i sogni a dare forma al mondo | 1                       | 0                       | Shaila                  | One last time           |
| II       | Alice                                       | Insieme a te non ci sto più               | 0                       | 1                       | PAOLA                   | True colors             |
| III      | Mattia                                      | Wicked Game                               | 0                       | 1                       | SIMONE                  | Kings & Queens          |
| IV       | ALICE                                       | Burn                                      | 1                       | 0                       | Silvia                  | Nobody's wife           |
| V        | VIRGINIA                                    | Without a word                            | 1                       | 0                       | Simone                  | For the first time      |
| VITTORIA | SQUADRA DI VIRGINIA 3-2                     | SQUADRA DI VIRGINIA 3-2                   | SQUADRA DI VIRGINIA 3-2 | SQUADRA DI VIRGINIA 3-2 | SQUADRA DI VIRGINIA 3-2 | SQUADRA DI VIRGINIA 3-2 |
| VITTORIA | A RISCHIO ELIMINAZIONE: SIMONE              |                                           |                         |                         |                         |                         |
| VITTORIA | CANDIDATA PER L'ACCESSO AL SERALE: VIRGINIA |                                           |                         |                         |                         |                         |

Nel daytime di martedì 17 marzo avviene l'esame di sbarramento di Alice, in quanto capitana della vincente della sfida avvenuta nel daytime del 9 marzo.
Legenda:
 SÌ
 NO
| Allieva | Esibizione                 | Giudizio Commissione | Giudizio Commissione | Giudizio Commissione | Giudizio Commissione | Giudizio Commissione | Giudizio Commissione | Giudizio Commissione | Giudizio Commissione | Esito | Note  |
| Allieva | Esibizione                 | R. Zerbi             | G. Di Michele        | C. Di Francesco      | F. Sarcina           | A. Celentano         | K. Kadiu             | V. Peparini          | Garrison             | Esito | Note  |
| ------- | -------------------------- | -------------------- | -------------------- | -------------------- | -------------------- | -------------------- | -------------------- | -------------------- | -------------------- | ----- | ----- |
| ALICE   | La ragazza bella (inedito) |                      | N.D.                 | N.D.                 | N.D.                 | N.D.                 | N.D.                 | N.D.                 | N.D.                 |       | [ 7 ] |
| ALICE   | E la luna bussò            | [ 11 ]               | N.D.                 | N.D.                 | N.D.                 | N.D.                 | N.D.                 | N.D.                 | N.D.                 |       |       |
| ALICE   | Back to black              | [ 8 ]                | N.D.                 | N.D.                 | N.D.                 | N.D.                 | N.D.                 | N.D.                 | N.D.                 |       |       |

Nel daytime di venerdì 20 marzo avviene l'esame di Simone, in quanto capitano della squadra perdente.
Legenda:
 SÌ
 NO
| Allievo | Esibizione | Giudizio Commissione | Giudizio Commissione | Giudizio Commissione | Giudizio Commissione | Esito   | Note  |
| Allievo | Esibizione | A. Celentano         | K. Kadiu             | V. Peparini          | Garrison             | Esito   | Note  |
| ------- | ---------- | -------------------- | -------------------- | -------------------- | -------------------- | ------- | ----- |
| SIMONE  | Gabri      |                      | N.D.                 | N.D.                 | N.D.                 | Salvato | [ 6 ] |

### Settimana 15

#### 15ª puntata
Ospiti: Bianca Atzei, Moreno
Nella puntata di sabato 21 marzo si sono svolte le sfide interne richieste da Michele, che sceglie come sfidanti Virginia, Simone e Mattia, proponendo Simone a rischio eliminazione in caso di vittoria.
| Commissario esterno: Anbeta Toromani | Commissario esterno: Anbeta Toromani  | Commissario esterno: Anbeta Toromani  |
| PROVA                                | MICHELE                               | VIRGINIA                              |
| ------------------------------------ | ------------------------------------- | ------------------------------------- |
| I                                    | If I play your game                   | 4x4                                   |
| VITTORIA                             | MICHELE                               | MICHELE                               |
|                                      |                                       |                                       |
| PROVA                                | MICHELE                               | SIMONE E                              |
| I                                    | Comparata BALLO In una notte d'estate | Comparata BALLO In una notte d'estate |
| VITTORIA                             | SIMONE E                              | SIMONE E                              |

Michele perde la seconda sfida contro Simone e dunque per ora non accede al serale: quest'ultimo, candidato all'eliminazione da Michele, è automaticamente salvo.
Legenda:
 SÌ 
 NO 

Nella stessa puntata proseguono le audizioni degli allievi non ancora al serale davanti ad Emma ed Elisa.
| Allievo/a  | Esibizione                                  | Emma                    | Elisa                | Esito                   | Note   |
| ---------- | ------------------------------------------- | ----------------------- | -------------------- | ----------------------- | ------ |
| PAOLA      | Lips are moving                             |                         |                      | Entra nella Squadra Blu | [ 20 ] |
| PAOLA      | Tutto il resto è noia                       |                         |                      | Entra nella Squadra Blu | [ 20 ] |
| PAOLA      | Comparata CANTO At last                     | Entra nella Squadra Blu |                      |                         | [ 20 ] |
| SILVIA     | Comparata CANTO At last                     |                         | Non accede al serale | [ 20 ]                  |        |
| SILVIA     | Comparata CANTO con Valentina Ad ogni costo | [ 21 ]                  | Non accede al serale |                         |        |
| SHAILA     | What I did for love                         | [ 21 ]                  | Non accede al serale |                         |        |
| SHAILA     | Comparata BALLO XO                          | [ 21 ]                  | Non accede al serale |                         |        |
| VIRGINIA   | Comparata BALLO XO                          | [ 21 ]                  | Non accede al serale |                         |        |
| THE KOLORS | Everytime (inedito)                         | Squadra Blu             | -                    |                         |        |
| VALENTINA  | In ogni cosa (inedito)                      | Squadra Bianca          | -                    |                         |        |
| MATTIA     | Comparata BALLO con Klaudia Anaconda        | Non accede al serale    | [ 21 ]               |                         |        |

Nella stessa puntata, Virginia affronta l'esame di sbarramento, in quanto capitana della squadra vincitrice nella sfida del 2 marzo.
Legenda:
 SÌ
 NO
| Allieva  | Esibizione     | Giudizio Commissione | Giudizio Commissione | Giudizio Commissione | Giudizio Commissione | Giudizio Commissione | Giudizio Commissione | Giudizio Commissione | Giudizio Commissione | Esito | Note  |
| Allieva  | Esibizione     | R. Zerbi             | G. Di Michele        | C. Di Francesco      | F. Sarcina           | A. Celentano         | K. Kadiu             | V. Peparini          | Garrison             | Esito | Note  |
| -------- | -------------- | -------------------- | -------------------- | -------------------- | -------------------- | -------------------- | -------------------- | -------------------- | -------------------- | ----- | ----- |
| VIRGINIA | Ain't the kick | N.D.                 | N.D.                 | N.D.                 | N.D.                 |                      |                      |                      |                      |       | [ 6 ] |

#### Daytime
In settimana tutti gli allievi che non si sono ancora aggiudicati l'accesso al serale sostengono un esame di sbarramento finale davanti all'intera commissione.
| Allievo/a | Esibizione             | Giudizio Commissione | Giudizio Commissione | Giudizio Commissione | Giudizio Commissione | Giudizio Commissione | Giudizio Commissione | Giudizio Commissione | Giudizio Commissione | Esito  | Note  |
| Allievo/a | Esibizione             | R. Zerbi             | G. Di Michele        | C. Di Francesco      | F. Sarcina           | A. Celentano         | K. Kadiu             | V. Peparini          | Garrison             | Esito  | Note  |
| --------- | ---------------------- | -------------------- | -------------------- | -------------------- | -------------------- | -------------------- | -------------------- | -------------------- | -------------------- | ------ | ----- |
| ALICE     | Meraviglioso amore mio |                      |                      |                      |                      |                      |                      |                      |                      |        | [ 8 ] |
| ALICE     | E stringe (inedito)    | [ 11 ]               |                      |                      |                      |                      |                      |                      |                      |        |       |
| ALICE     | Hurt                   | [ 9 ]                |                      |                      |                      |                      |                      |                      |                      |        |       |
| SHAILA    | What I did for love    |                      |                      |                      |                      |                      |                      |                      |                      | [ 18 ] |       |
| SHAILA    | Earned it              | [ 12 ]               |                      |                      |                      |                      |                      |                      |                      |        |       |
| SHAILA    | Pregherò               | [ 19 ]               |                      |                      |                      |                      |                      |                      |                      |        |       |
| SHAILA    | Test di tecnica        | [ 6 ]                |                      |                      |                      |                      |                      |                      |                      |        |       |
| MICHELE   | Steal my girl          |                      |                      | [ 18 ]               |                      |                      |                      |                      |                      |        |       |
| MICHELE   | Un attimo importante   | [ 19 ]               |                      |                      |                      |                      |                      |                      |                      |        |       |
| MICHELE   | Test di tecnica        | [ 12 ]               |                      |                      |                      |                      |                      |                      |                      |        |       |
| MICHELE   | Do you love me again   | [ 6 ]                |                      |                      |                      |                      |                      |                      |                      |        |       |
| SILVIA    | Farfallina             |                      |                      |                      |                      |                      |                      | [ 8 ]                |                      |        |       |
| SILVIA    | Nobody's wife          | [ 9 ]                |                      |                      |                      |                      |                      |                      |                      |        |       |
| SILVIA    | Ad ogni costo          | [ 11 ]               |                      |                      |                      |                      |                      |                      |                      |        |       |
| SIMONE    | Un senso               |                      |                      | [ 6 ]                |                      |                      |                      |                      |                      |        |       |
| SIMONE    | Test di tecnica        | [ 12 ]               |                      |                      |                      |                      |                      |                      |                      |        |       |
| SIMONE    | For the first time     | [ 12 ]               |                      |                      |                      |                      |                      |                      |                      |        |       |
| SIMONE    | Queens and Kings       | [ 12 ]               |                      |                      |                      |                      |                      |                      |                      |        |       |
| SIMONE    | The miracle            | [ 19 ]               |                      |                      |                      |                      |                      |                      |                      |        |       |
| VIRGINIA  | Toujour Paris          |                      |                      |                      |                      | [ 6 ]                |                      |                      |                      |        |       |
| VIRGINIA  | L'amore altrove        | [ 12 ]               |                      |                      |                      |                      |                      |                      |                      |        |       |
| VIRGINIA  | Pregherò               | [ 19 ]               |                      |                      |                      |                      |                      |                      |                      |        |       |
| VIRGINIA  | Booty                  | [ 18 ]               |                      |                      |                      |                      |                      |                      |                      |        |       |
| MATTIA    | Rama Lama              |                      |                      |                      |                      |                      | [ 19 ]               |                      |                      |        |       |
| MATTIA    | Play hard              | [ 12 ]               |                      |                      |                      |                      |                      |                      |                      |        |       |
| MATTIA    | Sex you                | [ 18 ]               |                      |                      |                      |                      |                      |                      |                      |        |       |

### Settimana 16

#### 16ª puntata
Ospiti: Karima, Fabrizio Moro
Nella puntata di sabato 28 marzo si tengono le ultime audizioni per gli allievi che non hanno ancora ottenuto l'accesso al serale.
Legenda:
 SÌ 
 NO 

| Allievo/a  | Esibizione                      | Emma | Elisa                   | Esito                      | Note         |
| ---------- | ------------------------------- | ---- | ----------------------- | -------------------------- | ------------ |
| SILVIA     | Always                          |      |                         | Eliminata                  | [ 11 ]       |
| VIRGINIA   | Du plomb dans la cervelle       |      |                         | Accede al serale           | [ 6 ] [ 25 ] |
| MICHELE    | Straight to Memphis             |      | Entra nella Squadra Blu | [ 18 ]                     |              |
| SIMONE     | Creep                           | -    | Eliminato               | [ 12 ]                     |              |
| SHAILA     | Lean on                         | -    |                         | Entra nella Squadra Bianca | [ 18 ]       |
| MATTIA     | Rama Lama                       | -    |                         | Eliminato                  | [ 19 ]       |
| BRIGA      | L'amore è qua (inedito)         | -    | -                       | Squadra Bianca             | -            |
| THE KOLORS | Why don't you love me (inedito) | -    | -                       | Squadra Blu                | [ 26 ]       |

## Squadre del serale
Dalla puntata del 28 febbraio si iniziano a formare le due squadre del serale: la squadra Blu capitanata da Elisa e la squadra Bianca capitanata da Emma formate da 6 componenti ciascuna.
| Squadra Bianca                                                                                                | Squadra Bianca                                                                                                |                                | Squadra Blu                                                                                     | Squadra Blu                                                                                     |
| Direttore Artistico                                                                                           | Direttore Artistico                                                                                           | Direttore Artistico            | Direttore Artistico                                                                             | Direttore Artistico                                                                             |
| --- | --- | ------------------------------ | ----------------------------------------------------------------------------------------------- | ----------------------------------------------------------------------------------------------- |
| - Emma | - Emma |                                | - Elisa                                                                                         | - Elisa                                                                                         |
| Professori | |                                |                                                                                                 |                                                                                                 |
| - Grazia Di Michele (canto) - Carlo di Francesco (canto) - Alessandra Celentano (ballo) - Kledi Kadiu (ballo) | - Grazia Di Michele (canto) - Carlo di Francesco (canto) - Alessandra Celentano (ballo) - Kledi Kadiu (ballo) |                                | - Rudy Zerbi (canto) - Francesco Sarcina (canto) - Garrison (ballo) - Veronica Peparini (ballo) | - Rudy Zerbi (canto) - Francesco Sarcina (canto) - Garrison (ballo) - Veronica Peparini (ballo) |
| Concorrenti                                                                                                   | |                                |                                                                                                 |                                                                                                 |
| Nome | Disciplina |                                | Nome                                                                                            | Disciplina                                                                                      |
| Klaudia Pepa                                                                                                  | ballo | Giorgio Albanese               | hip hop                                                                                         |                                                                                                 |
| Valentina Tesio                                                                                               | canto | Luca Tudisca                   | cantautore                                                                                      |                                                                                                 |
| Mattia Briga                                                                                                  | rap | The Kolors (Stash Fiordispino) | band                                                                                            |                                                                                                 |
| Cristian Lo Presti                                                                                            | ballo | Paola Marotta                  | canto                                                                                           |                                                                                                 |
| Davide Mogavero                                                                                               | canto | Virginia Tomarchio             | ballo                                                                                           |                                                                                                 |
| Shaila Gatta                                                                                                  | ballo | Michele Nocca                  | ballo                                                                                           |                                                                                                 |

## Riassunto dei giudici delle sfide a squadre
|    | Giudici      | Giudici   | Capisquadra | Capisquadra |
| -- | ------------ | --------- | ----------- | ----------- |
| 1  | Sarcina      | Peparini  | Silvia      | Briga       |
| 2  | Sarcina      | Celentano | Michele     | Antonio     |
| 3  | Zerbi        | Celentano | Simone      | Leslie      |
| 4  | Sarcina      | Celentano | Briga       | Silvia      |
| 5  | Di Michele   | Celentano | Esteban     | Simone      |
| 6  | Di Francesco | Kadiu     | Stash       | Paola       |
| 7  | Zerbi        | Garrison  | Briga       | Giorgio     |
| 8  | Sarcina      | Peparini  | Simone      | Briga       |
| 9  | Zerbi        | Celentano | Klaudia     | Stash       |
| 10 | Di Francesco | Kadiu     | Briga       | Silvia      |
| 11 | Zerbi        | Kadiu     | Davide      | Francesca   |
| 12 | Di Michele   | Celentano | Alice       | Michele     |
| 13 | Di Francesco | Peparini  | Virginia    | Simone      |

## Curiosità
Alcuni concorrenti erano già più o meno conosciuti dal pubblico, ad esempio:
- Briga (Roma, 10 gennaio 1989), rapper già di discreto successo già sotto contratto con una casa discografica.
- Cristian Lo Presti (Catania, 23 novembre 1994), che aveva partecipato all'edizione precedente ma aveva dovuto lasciare la scuola per un infortunio.
- Davide Mogavero (Catanzaro, 20 aprile 1993), che si era classificato secondo durante la quarta edizione di X Factor.
- Gabriele Tufi (Roma, 9 ottobre 1994), che aveva partecipato a cinque edizioni (tre come concorrente e due come ospite) al programma televisivo Ti lascio una canzone.
- Luca Tudisca (Sant'Agata di Militello, 19 febbraio 1988), che nell'undicesima edizione aveva sfidato il cantautore Gerardo Pulli.
- Paola Marotta (Caltanissetta, 18 aprile 1993), che aveva partecipato alla quinta edizione di X Factor, faceva parte del gruppo donne guidato da Simona Ventura che l'ha eliminata durante gli Homevisit.
- Silvia Boreale (Venezia, 24 giugno 1993), che nell'edizione precedente aveva sfidato la cantante Deborah Iurato.
- Valentina Tesio (Torino, 22 febbraio 1992), che si era classificata quinta nella prima edizione di Tú sí que vales.
- Virginia Tomarchio (Catania, 16 luglio 1995), che nell'edizione precedente aveva sfidato la ballerina Naomi Mele.

## Ascolti

### Amici- Speciali del sabato
| Puntata | Messa in onda    | Telespettatori | Share  |
| ------- | ---------------- | -------------- | ------ |
| 1       | 22 novembre 2014 | 3 055 000      | 20,58% |
| 2       | 29 novembre 2014 | 2 941 000      | 18,32% |
| 3       | 6 dicembre 2014  | 2 905 000      | 18,63% |
| 4       | 13 dicembre 2014 | 2 826 000      | 18,39% |
| 5       | 10 gennaio 2015  | 3 010 000      | 18,20% |
| 6       | 17 gennaio 2015  | 3 187 000      | 18,68% |
| 7       | 24 gennaio 2015  | 3 069 000      | 18,55% |
| 8       | 31 gennaio 2015  | 3 328 000      | 18,52% |
| 9       | 7 febbraio 2015  | 3 246 000      | 18,03% |
| 10      | 14 febbraio 2015 | 3 339 000      | 18,80% |
| 11      | 21 febbraio 2015 | 3 854 000      | 21,63% |
| 12      | 28 febbraio 2015 | 3 320 000      | 20,87% |
| 13      | 7 marzo 2015     | 3 492 000      | 21,93% |
| 14      | 14 marzo 2015    | 3 280 000      | 20,90% |
| 15      | 21 marzo 2015    | 3 496 000      | 21,97% |
| 16      | 28 marzo 2015    | 3 388 000      | 23,47% |
| Media   | Media            | 3 234 000      | 19,84% |

### Amici- Speciali del lunedì
| Puntata | Messa in onda    | Telespettatori | Share  |
| ------- | ---------------- | -------------- | ------ |
| 1       | 19 gennaio 2015  | 2 357 000      | 16,57% |
| 2       | 26 gennaio 2015  | 2 601 000      | 17,93% |
| 3       | 2 febbraio 2015  | 2 418 000      | 17,37% |
| 4       | 9 febbraio 2015  | 2 463 000      | 16,76% |
| 5       | 16 febbraio 2015 | 2 456 000      | 16,37% |
| Media   | Media            | 2 459 000      | 17,00% |